# Invasión israelí del Líbano (2024-presente)
La invasión israelí del Líbano comenzó el 1 de octubre de 2024, cuando las Fuerzas de Defensa de Israel (FDI) iniciaron una ofensiva militar terrestre que definieron como «selectiva y delimitada» en el sur del Líbano después de una intensa campaña de bombardeos contra Hezbolá. La invasión forma parte de una escalada en la guerra libanesa-israelí. El mismo día, las Fuerzas Armadas del Líbano (FAL) desplegadas en el sur llevaron a cabo lo que las autoridades libanesas llamaron «un reposicionamiento de algunos puntos de observación avanzados dentro de sus sectores de responsabilidad designados». El ejército israelí también dijo que la frontera norte es una zona militar cerrada. La ofensiva se enmarca en la llamada operación «Flechas del Norte», la campaña militar israelí contra objetivos de Hezbolá y se desarrollará «al mismo tiempo que los combates en Gaza y otras áreas».
Según las FDI, se trata de una ofensiva «selectiva y limitada» contra «objetivos terroristas e infraestructuras» de Hezbolá, que según dijeron suponen «una amenaza inmediata y real para los asentamientos israelíes en la frontera norte». El portavoz de las FDI, Daniel Hagari, declaró que el grupo se estaba preparando para un ataque similar a los ataques de Hamás del 7 de octubre, citando depósitos de armas y mapas encontrados en incursiones anteriores que hacen referencia a un plan llamado «ocupación de Galilea». Hezbolá negó que el ejército israelí hubiera entrado en el Líbano, horas después de que Israel anunciara el inicio de las operaciones terrestres.
La operación siguió a una serie de importantes reveses de Hezbolá en septiembre que degradaron sus capacidades de combate y devastó su cúpula directiva, incluidas las explosiones de sus dispositivos de comunicación portátiles el 17 y 18 de septiembre y el asesinato el 20 de septiembre de Ibrahim Akil, comandante de la fuerza de élite Redwan. Los ataques aéreos de las FDI también tuvieron como objetivo bases militares, centros de comando, pistas de aterrizaje y depósitos de armas de Hezbolá en el sur del Líbano. Estos reveses culminaron con el asesinato el 27 de septiembre de Hasán Nasralá y otros comandantes de alto rango, incluido Ali Karaki, comandante de Hezbolá en el sur del Líbano, en un ataque aéreo que destruyó su sede subterránea en los suburbios de Dahieh en Beirut.
El 30 de septiembre, Israel declaró partes de su frontera norte con el Líbano como zonas militares cerradas. Al comienzo de la invasión, las Fuerzas Armadas del Líbano se retiraron de partes de la Línea Azul. Israel dijo que su objetivo era eliminar las fuerzas y la infraestructura de Hezbolá que pudieran representar una amenaza para las comunidades civiles en el norte de Israel. Por su parte Hezbolá dijo que su objetivo era presionar a Israel obligándolo a luchar en dos frentes.
El 26 de noviembre, el primer ministro de Israel, Benjamín Netanyahu, anunció en un discurso a la nación que habían alcanzado un principio de acuerdo de alto el fuego para el cese de las hostilidades entre el Ejército israelí y Hezbolá, que entró en vigor al día siguiente. El alto el fuego establecía que Hezbolá trasladara sus fuerzas al norte del río Litani, a unos 30 km de la frontera israelí, mientras que Israel debía retirar sus tropas del sur del Líbano. Por su parte el ejército libanés recibió la misión de desplegar unos 5000 soldados para vigilar la situación y mantener la paz en la región. Un grupo de cinco países, encabezado por Estados Unidos, serían los encargados de supervisar el cumplimiento del acuerdo, aunque Israel se reserva el derecho de atacar las amenazas inmediatas en el Líbano durante este período. El 18 de febrero de 2025, Israel anunció que mantendría cinco puestos de avanzada en el sur del Líbano, después de retirar la mayoría de sus tropas.

## Antecedentes
La última vez que Israel invadió el sur del Líbano y participó en un combate terrestre con Hezbolá fue durante la Guerra del Líbano de 2006, que duró un mes.
Desde el 8 de octubre de 2023, un día después del ataque liderado por Hamás contra Israel, Hezbolá, un aliado de Hamás y parte del Eje de la Resistencia liderado por Irán, se unió al conflicto iniciando ataques contra el norte de Israel y los Altos del Golán ocupados por Israel. Desde entonces, Hezbolá e Israel han estado involucrados en intercambios militares transfronterizos que han desplazado a comunidades enteras en Israel y Líbano, con daños significativos a edificios y tierras a lo largo de la frontera. Del 7 de octubre de 2023 al 20 de septiembre de 2024, hubo 10 200 ataques transfronterizos, de los cuales Israel lanzó 8300. Los ataques han desplazado a aproximadamente 96.000 israelíes y un millón de libaneses.
Israel exigió que Hezbolá implemente la Resolución 1701 del Consejo de Seguridad de las Naciones Unidas (RCSNU 1701) y retire sus fuerzas al norte del río Litani. Hezbolá ha declarado que seguirá atacando a Israel hasta que éste detenga sus operaciones en Gaza. Tanto Israel como Hezbolá tienen obligaciones pendientes en virtud de la resolución 1701 del Consejo de Seguridad de las Naciones Unidas. Hezbolá ha establecido una fuerte presencia militar en el sur del Líbano, almacenando cohetes, construyendo túneles hacia Israel y obstruyendo el acceso de la FPNUL. Los esfuerzos diplomáticos, encabezados por el enviado estadounidense Amos Hochstein y Francia, hasta ahora no han logrado resolver el conflicto.
El conflicto se intensificó en septiembre de 2024. El 17 y el 18 de septiembre, cuando miles de buscapersonas portátiles y walkie-talkies explotaron en una serie de ataques coordinados. Las explosiones mataron a 42 personas e hirieron al menos a 3500, incluidos numerosos civiles, ataques que fueron clasificados por organizaciones de derechos humanos como crímenes de guerra al tratarse de ataques indiscriminados. Reuters informó que, según un funcionario anónimo de Hezbolá, 1500 combatientes de la organización fueron retirados de acción debido a heridas, y muchos quedaron ciegos o perdieron las manos. A pesar de que Israel negó su implicación en el ataque, fuentes israelíes anónimas dijeron a Reuters y otros medios que el ataque fue una operación conjunta orquestada por el servicio de inteligencia de Israel (Mosad) y las FDI. En respuesta, Hezbolá, que calificó el ataque como una declaración de guerra por parte de Israel, lanzó un ataque con cohetes contra el norte de Israel unos días después.
El 20 de septiembre, las tensiones aumentaron aún más después de que Ibrahim Akil fuera asesinado en un ataque aéreo israelí que mató al menos a 45 personas, incluidos diez militantes de alto rango de Hezbolá, tres niños y siete mujeres, hirió a otras 68 personas y provocó el derrumbe de dos edificios. Poco después, Israel inició una serie de ataques aéreos el 23 de septiembre, que mataron a más de 800 personas e hiriendo a más de 5000 solo en la primera semana.
El 27 de septiembre de 2024, Israel lanzó un ataque aéreo contra los suburbios del sur de Beirut. Fuentes militares israelíes afirmaron que el blanco de la operación eran los «cuarteles centrales» de Hezbolá, ubicados en el barrio de Dahiya, un barrio del sur de la capital libanesa con una fuerte presencia de Hezbolá. Así mismo, el ejército israelí acusó a Hezbolá de tener estas oficinas «insertadas en edificios residenciales». El Ministerio de Salud libanés adelantó un primer balance provisional de víctimas con dos muertos y 76 heridos, aunque aseguró que las tareas de salvamento aún no habían acabado, lo que hacía temer que «este número de víctimas aumente en las próximas horas». Según medios israelíes, el principal objetivo del ataque podría haber sido el líder de la milicia, Hasán Nasralá. En represalia por el ataque, Hezbolá atacó la ciudad de Safad, en el norte de Israel, con salvas de cohetes «en defensa del Líbano y su gente y en respuesta a los bárbaros ataques de Israel contra ciudades, pueblos y civiles», que según la policía israelí no provocó heridos pero si grandes daños materiales. También atacaron la ciudad de Carmiel, en el norte de Israel, y el kibutz Sa’ar con docenas de cohetes. Al día siguiente, el grupo libanés confirmó la muerte de su líder. El Ministerio de Salud libanés dijo que seis personas murieron y 91 resultaron heridas en los ataques del viernes contra un barrio de Beirut, que arrasaron seis edificios de apartamentos.

## Invasión

### Preparativos
El 1 de octubre, las FDI revelaron que las fuerzas israelíes habían llevado a cabo incursiones en el sur del Líbano durante meses antes de la operación terrestre, y según dijeron habían descubierto túneles de Hezbolá, depósitos de armas y planes de invasión en aldeas cercanas a la frontera, incluyendo a Yata Ash Shab, Meisej Jabal y Kafr Qila. El portavoz de las FDI, Daniel Hagari, declaró que estos hallazgos indicaban la intención de Hezbolá de lanzar un ataque similar a los ataques de Hamás del 7 de octubre, que desencadenaron el conflicto actual. Hagari también mencionó que la evidencia de estas operaciones, incluidos videos y mapas, se presentarían a la comunidad internacional, mientras que Hezbolá no ha hecho ningún comentario sobre estas afirmaciones.
El 30 de septiembre, Israel informó a los Estados Unidos de que tenía la intención de llevar a cabo una maniobra terrestre en el Líbano destinada a destruir la infraestructura de Hezbolá a lo largo de la frontera. Esa misma tarde, las Fuerzas Armadas Libanesas (LAF) y la Fuerza Provisional de las Naciones Unidas en el Líbano (FPNUL) se retiraron de la frontera entre Israel y el Líbano hacia el norte a una distancia de 5 kilómetros de la frontera y las Fuerzas de Defensa de Israel (FDI) declararon que los asentamientos de Metula, Misgav Am y Kfar Giladi son una zona militar cerrada. Las tropas israelíes se estaban concentrando en la frontera en el sur del Líbano, e Israel declaró que se estaban preparando para una invasión militar terrestre «selectiva y delimitada» en el sur del Líbano.

### Octubre de 2024
1 de octubre
Tropas israelíes cruzaron oficialmente la frontera del Líbano en una serie de incursiones a pequeña escala destinadas a preceder una invasión terrestre más amplia. Testigos presenciales dijeron que habían oído ruidos de tanques en el sur del Líbano. También hubo informes de que la artillería pesada había atacado varias ciudades fronterizas del sur del Líbano. Las FDI pidieron evacuaciones en Beirut, la capital del Líbano, mientras se preparaban para bombardearla. Hezbolá, aseguró haber causado bajas a las fuerzas israelíes en los pueblos vecinos de Adaisse y de Kfarkela, fronterizos con Israel.
Ese mismo día, las FDI confirmaron el inicio de la operación terrestre en un comunicado en Telegram, especificando que tenían la intención de atacar la infraestructura de Hezbolá. Poco después de la publicación de este comunicado, el portavoz de las FDI, Daniel Hagari, también confirmó la operación en su cuenta de X (antigua Twitter). Antes de la publicación de estas declaraciones, las FDI no habían hecho ningún anuncio sobre la operación. Como respuesta al ataque israelíe Hezbolá lanzó diez cohetes desde el sur del Líbano hacia Israel y un dron hacia el centro de Israel. Hezbolá afirmó que había atacado instalaciones militares de las FDI, soldados israelíes y asentamientos con doce ataques separados.
Un ataque israelí contra la casa de Munir al-Maqdah, general de brigada de las Brigadas de los Mártires de Al-Aqsa en el Líbano, en el campo de refugiados de Ain al-Hilweh, mató al menos a cinco personas, sin embargo las autoridades palestinas afirmaron que al-Maqdah había resultado ileso. Hezbolá lanzó tres cohetes desde el Líbano hacia la Alta Galilea. Un ataque israelí contra una casa en Al-Dawoudiya mató al menos a diez personas e hirió a otras cinco. Hezbolá afirmó que había atacado a soldados israelíes en la localidad de Metula con cohetes y artillería.
Las FDI informaron de que se están produciendo intensos combates en el sur del Líbano con Hezbolá. Las FDI también advirtieron a los residentes que no se desplazaran en vehículos desde el norte del río Litani hasta el sur del río. Las FDI también informaron de que se lanzaron proyectiles contra Avivim y Metula. Sin embargo, el portavoz de las FDI, Daniel Hagari, dijo que aún no estaban luchando cara a cara contra Hezbolá. Otro oficial militar israelí dijo que aún no se habían enfrentado con Hezbolá sobre el terreno y que las tropas de las FDI habían estado operando hasta ahora en aldeas a sólo cientos de metros de la frontera. Hezbolá negó que las tropas israelíes hubieran entrado en el Líbano y que «no hay combates terrestres».
Desde el Líbano se lanzaron varios cohetes contra Israel, hiriendo moderadamente a dos personas. Hezbolá afirmó que había atacado la sede de la Unidad 8200 con cohetes Fadi-4 y la sede del Mosad, ambos en los suburbios de Tel Aviv. Las FDI emitieron una advertencia urgente para que los residentes de veinticinco aldeas en el sur del Líbano evacuen hacia el norte del río Awali. Se lanzaron aproximadamente treinta cohetes desde el Líbano hacia el norte de Israel.
Las FDI llevaron a cabo al menos dos ataques aéreos en Dahieh. Por su parte Hezbolá afirmó que había atacado con misiles la base aérea de Sde Dov, en las afueras de Tel Aviv. Fuentes militares sirias dijeron que Israel atacó dos estaciones de radar antiaéreo sirias al oeste de Sweida y una estación de radar antiaéreo siria en la gobernación de Daraa. Las FDI afirmaron que Muhammad Jaafar Qasir, un comandante de Hezbolá responsable de transferir armas iraníes a la milicia chiita en el Líbano, murió en un ataque aéreo en Beirut. También aseguraron que habían matado al comandante de la división Imam Hussein de Hezbolá en un ataque aéreo en Beirut.
El Cuerpo de la Guardia Revolucionaria Islámica de Irán (CGRI) lanzó al menos 181 misiles contra diversos objetivos en Israel, al menos un edificio fue alcanzado en Tel Aviv. El ataque fue una respuesta al asesinato de Abbas Nilforoushan, Hasán Nasralá e Ismail Haniya. Según fuentes israelíes al menos dos ciudadanos de Israel resultaron heridos en Tel Aviv y un palestino murió por metralla en Nu'eima (Cisjordania).
2 de octubre

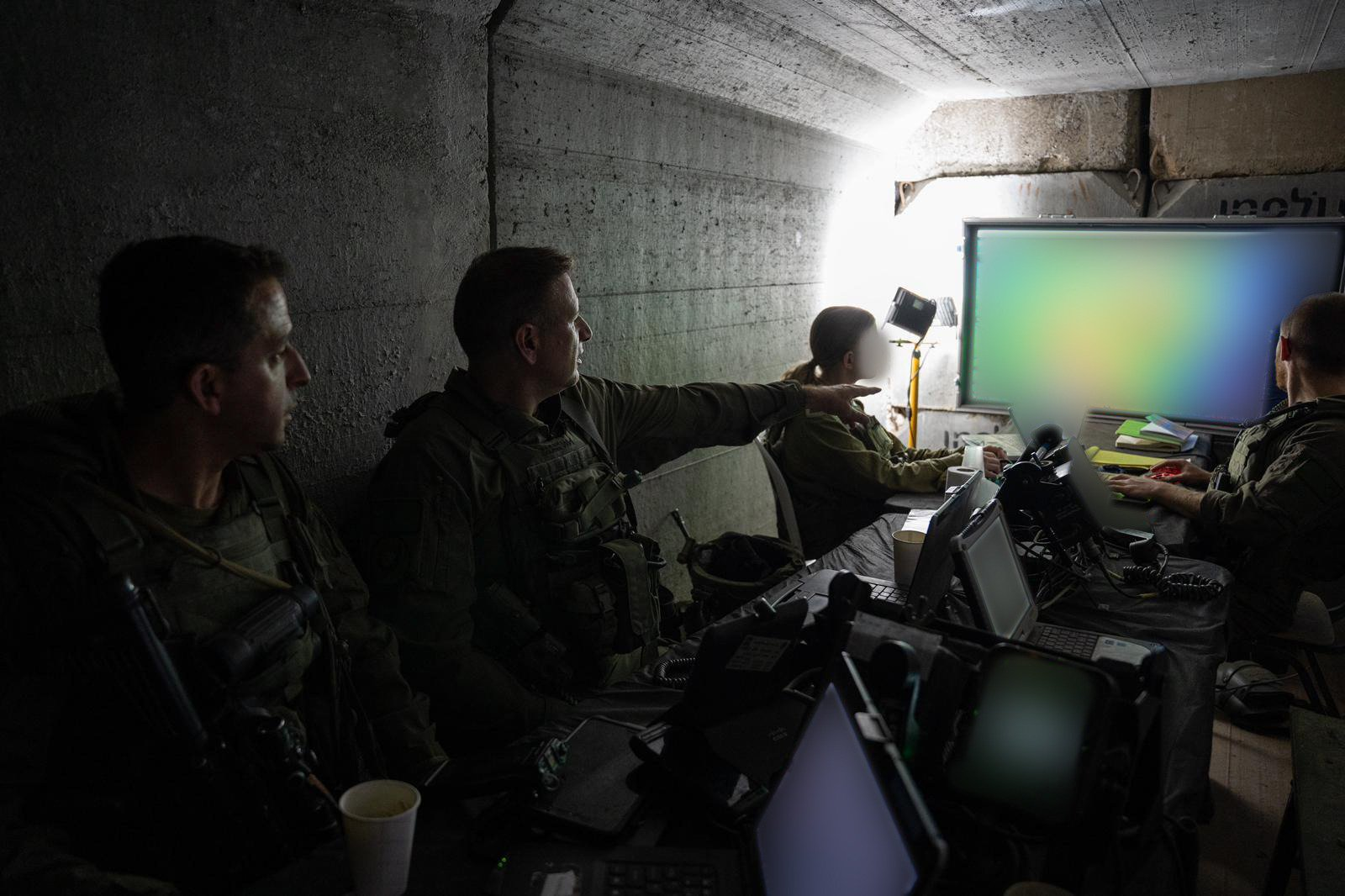
Centro de mando de la 98.ª División de Paracaidistas durante la invasión israelí del sur del Líbano

Hezbolá atacó a soldados israelíes que se infiltraron en los alrededores de la localidad de Odaisé, afirmaron haberles infligido pérdidas y forzando su retirada. Según afirmaron mataron a dos e hiriendo a dieciocho soldados israelíes. Posteriormente el ejército libanés dijo que una fuerza israelí cruzó la Línea Azul en las áreas de Jerbet Yarun y Odaisé y afirmó que se retiraron después de una incursión de unos 400 metros. En ambos casos coincide con las áreas donde previamente Hezbolá había informado de intensos combates contra los invasores.
Hezbolá disparó alrededor de 100 cohetes contra el norte de Israel. Además afirmó que había atacado zonas al norte de Haifa con misiles y la localidad de Shtula y a la infantería israelí situada en Misgav Am. Mohamad Afif, portavoz del partido milicia Hezbolá, en una rueda de prensa en Beirut, afirmó que «Nuestras fuerzas se han enfrentado hoy con el enemigo en Odaisé y en Marun al Ras» desde su lado oriental y aseguró que les habían causado varias bajas también dijo que «el número de bajas enemigas» en los combates registrados durante la jornada «es muy grande» y que el Ejército de Israel ha impuesto «un apagón informativo» para ocultar el volumen real de sus bajas en combate.
La cadena de televisión Al Manar, vinculada a Hezbolá, informó que cazas israelíes habían lanzado, de madrugada, once ataques contra los suburbios del sur de Beirut en aproximadamente dos horas, matando al menos a nueve personas e hiriendo a otras catorce. Tras el ataque aéreo, los habitantes de Beirut informaron de un fuerte olor a azufre. La Agencia Nacional de Noticias informó de que Israel había utilizado bombas de fósforo blanco en el densamente poblado distrito de Bashoura. Según el Protocolo III de la Convención sobre ciertas armas convencionales, el uso de bombas de fósforo en zonas civiles está prohibido. Además, atacaron la ciudad de Jiam, en el sur, y Baalbek y el valle de la Becá, en el este de Líbano. En total, según las FDI, sus Fuerzas Aéreas habían atacado 150 objetivos de Hezbolá desde que comenzó la ofensiva terrestre. Mohamad Afif, por su parte aseguró que «no hay armas en los edificios bombardeos por Israel» en los barrios del sur de Beirut y que «Los edificios atacados por el enemigo israelí son civiles» e hizo hincapié en que «la destrucción sistemática de edificios por parte de Israel sólo incrementará la determinación de la población a la hora de apoyar a la resistencia».
Un soldado libanés resultó herido en un ataque con aviones no tripulados israelíes mientras una de sus unidades trabajaba para abrir una carretera a la entrada de Kawkaba.
Hezbolá anunció que mató o hirió a soldados israelíes que intentaban eludir Yaroun detonando un dispositivo explosivo. También dispararon cuarenta cohetes contra la localidad israelí de Safed y varios drones contra la Alta Galilea. Las fuerzas de Hezbolá se enfrentaron a soldados de las FDI que intentaban entrar en Maroun al-Ras desde el este. Hezbolá afirmó haber causado varias bajas entre los israelíes y dijo que destruyó tres tanques Merkava con misiles teledirigidos cuando se acercaban a Maroun al-Ras. Israel enfrentó una fuerte resistencia por parte de los combatientes de Hezbolá, que estaban preparados. En una batalla que duró poco más de una hora, Hezbolá logró repeler a una unidad de infantería israelí que intentaba penetrar sus líneas de defensa y aseguró que habían matado o herido a todos los miembros de una unidad de infantería israelí refugiada en una casa en las afueras de Kafr Kila al detonar un dispositivo explosivo en la casa y atacarla con balas y granadas propulsadas por cohetes. Hezbolá afirmó que había atacado a soldados israelíes en Ya'ara con cohetes. Por su parte las FDI reconocieron la muerte de ocho soldados, incluidos tres comandantes, y otras siete personas resultaron gravemente heridas.durante los combates de ese día en el sur del Líbano.
Un ataque aéreo israelí contra un centro de la Autoridad Sanitaria Islámica, una organización vinculada a Hezbolá que se encarga de ofrecer atención y servicios sanitarios, y en el que fueron utilizadas «bombas de fósforo prohibidas internacionalmente» mató a cinco personas e hirió a otras once.
En una declaración de Abdallah Bou Habib, ministro de Relaciones Exteriores del Líbano afirmó que Hasán Nasralá aceptó el plan propuesto por Estados Unidos y Francia de un alto al fuego de 21 días que empezaría el 25 de septiembre, sin embargo el alto el fuego fue rechazado por Netanyahu un día después. Nasser Yassin, ministro de Medio Ambiente del gobierno interino del Líbano y jefe del Comité Nacional de Coordinación para Situaciones de Emergencia, dijo que había más de 1,2 millones de libaneses desplazados, Unas 160 000 personas habían encontrado refugio en alojamientos de emergencia y casi 300 000 personas habían cruzado la frontera con Siria.
Dos soldados de la Brigada Golani murieron y otro resultó herido en combate en el sur del Líbano. Un médico de la brigada resultó herido en otro incidente. Las FDI también anunciaron que un oficial del 202.º Batallón de la Brigada de Paracaidistas murió en combate. Hezbolá reclamó que habían destruido «tres tanques Merkava con cohetes mientras avanzaban hacia la aldea de Maroun al-Ras» Un ataque aéreo israelí destruyó tres casas en el valle de la Becá y mató a once personas.
3 de octubre
El Ejército libanés declaró que las fuerzas israelíes atacaron un puesto militar en la zona de Bint Jbeil y que, por primera vez desde que comenzó la invasión, hubo que responder a los disparos de las FDI. En el intercambio de disparos falleció un soldado. En un ataque paralelo ocurrido en Taybeh murió un militar y cinco personas (otro soldado y cuatro médicos de la Cruz Roja libanesa) resultaron heridas mientras trabajaban en una misión de rescate y evacuación.
Un ataque israelí contra el edificio municipal de Bint Jbeil mató a quince personas. Las FDI afirmaron que murieron combatientes de Hezbolá y que utilizaban el edificio para almacenar armas. También atacó los suburbios de Beirut, supuestamente contra los servicios de inteligencia y comunicación de Hezbolá en Beirut. Según dijeron varios testigos a Reuters, el ataque se produjo poco después de que el ejército israelí emitiera tres alertas para que los residentes de la zona fueran evacuados inmediatamente. Según medios israelíes, Hashim Safi Al Din, un alto funcionario de Hezbolá que podría ser el sustituto del asesinado Nasralá como secretario general, fue el objetivo del ataque israelí en Beirut.
Un ataque aéreo israelí contra un edificio en el sur del Líbano, cerca de la zona donde operaban soldados de la Brigada Golani, mató a un comandante de campo de Hezbolá. Un asesor del CGRI murió a causa de las heridas que sufrió en un ataque aéreo israelí en Damasco tres días antes. Las FDI afirmaron que habían atacado quince objetivos vinculados con Hezbolá en Beirut, incluidos depósitos de armas y sitios de fabricación.
Dos drones atacaron Bat Yam en el centro de Israel, uno de los cuales fue derribado y el otro impactó en una zona abierta. Fuentes israelíes aseguraron que Hezbolá lanzó, aproximadamente, 25 cohetes y dos drones desde el Líbano hacia Israel. Hezbolá afirmó que lanzó misiles tierra-aire contra un helicóptero de las FDI que volaba sobre Beit Hillel y afirmó que lo obligó a retirarse. Hezbolá lanzó más de una docena de ataques contra objetivos israelíes. También afirmaron haber matado o herido a un grupo de soldados israelíes en las cercanías de Maroun al-Ras al detonar dos dispositivos explosivos.
Hezbolá disparó diez cohetes contra la Baja Galilea, sin causar víctimas ni daños materiales. También afirmaron que habían detonado una bomba Sejil contra las fuerzas israelíes en Yaroun, causando víctimas y que habían lanzado un misil contra un tanque Merkava en Netu'a, mientras que una salva de cohetes alcanzó a las tropas israelíes en Al-Thaghra, en las afueras de Odaisé y que habían disparado 100 cohetes Katyusha, seis cohetes Falaq y proyectiles de mortero contra la ciudad israelí de Metula. Hezbolá afirmó que había atacado Safed y Kafr Giladi con cohetes.
Según Hezbolá, seis intentos de infiltración de las FDI en el sur del Líbano fueron repelidos con éxito por sus fuerzas. El Centro de Operaciones de Emergencia del Ministerio de Salud de Líbano registró la muerte de al menos 37 personas y 151 heridos en los bombardeos llevados a cabo por Israel, únicamente ese día.
4 de octubre

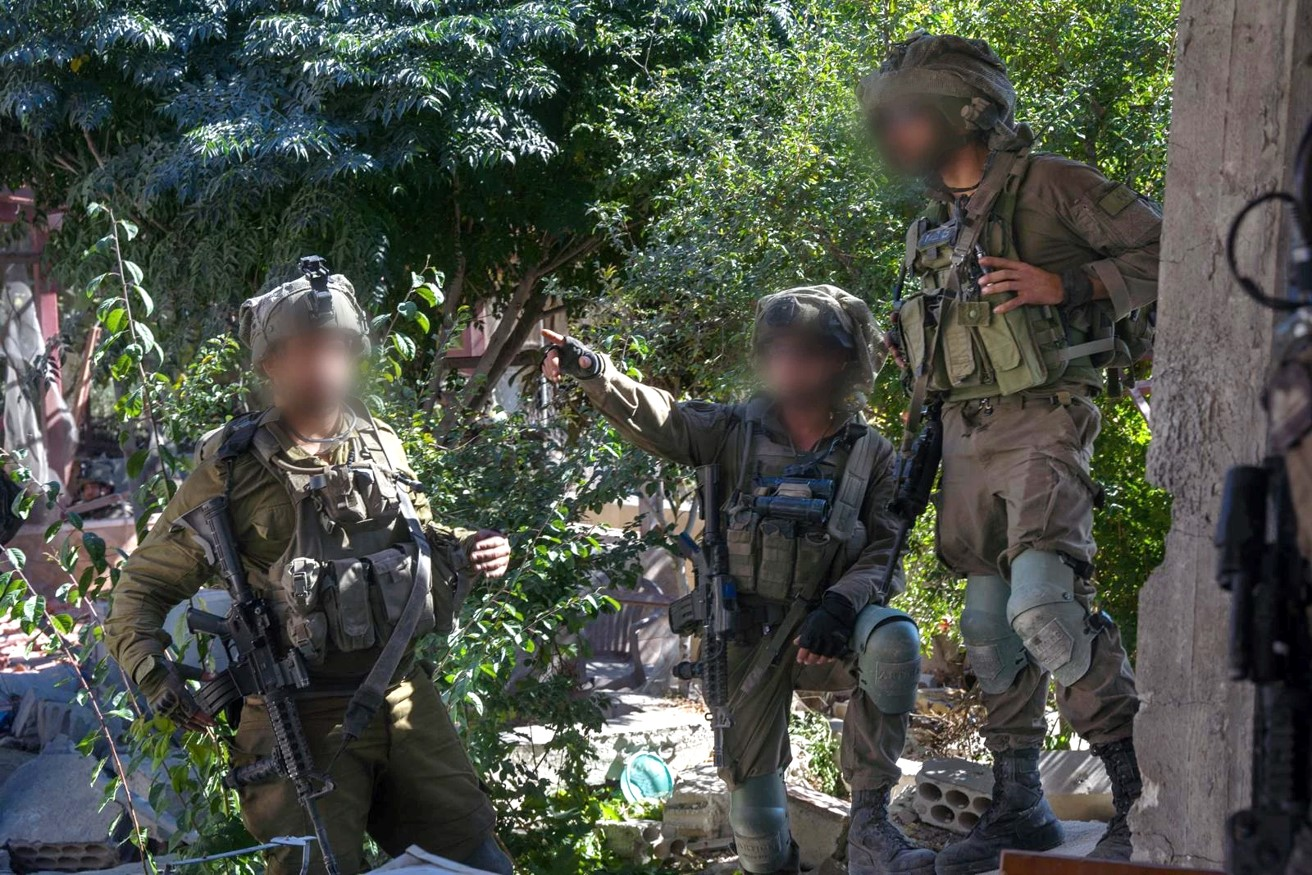
Soldados israelíes operando en el sur del Líbano el 4 de octubre

Israel emitió órdenes de evacuación «inmediata» para 35 localidades más en el sur de Líbano. Desde el inicio de la invasión del Líbano las FDI han reclamado a la población de cerca de cien localidades que abandonen sus hogares y se vayan al norte del río Auali, a unos 60 kilómetros de la frontera entre Líbano e Israel y a alrededor de 30 kilómetros del río Litani. Ese mismo día Israel bombardeo la zona del paso fronterizo de Masnaa entre Líbano y Siria, lo que provocó «daños extensos» y el corte de la autovía que comunica Beirut con Damasco, que en los últimos días utilizaron miles de refugiados para huir de los combates. Las FDI alegaron que el cruce fronterizo estaba siendo utilizado por Hezbolá para transferir armas desde Siria al Líbano.
Hezbolá afirmó que había atacado Haifa con cohetes. Un cohete lanzado desde el Líbano cayó en la zona de la Alta Galilea y provocó un incendio forestal. En las últimas 24 horas se registraron unos cincuenta casos de caída de cohetes o metralla en Metula. Ese día Hezbolá lanzó más de 100 cohetes hacia Israel. La milicia chiita también afirmó que había atacado a un grupo de soldados israelíes en las cercanías de la llanura de Maroun al-Ras y que lanzó un ataque con misiles contra la base de las FDI en Nafah, en los Altos del Golán ocupados por Israel y que el ataque tuvo como objetivo la base de Kfar Jalaad. Las FDI afirmaron que atacaron almacenes de armas e infraestructura de Hezbolá, incluida su sede de inteligencia en Beirut.
Hezbolá dijo que al menos veinte soldados de élite israelíes murieron o resultaron heridos en enfrentamientos en una aldea libanesa. La Agencia Nacional de Noticias Libanesa informó que cuatro trabajadores de la salud murieron en un ataque con aviones no tripulados israelíes en las cercanías de un hospital gubernamental en Marjayoun. Por su parte las FDI aseguraron que más de 440 combatientes de Hezbolá murieron en el sur del Líbano desde que comenzó su ofensiva terrestre, incluidos 21 comandantes de campo.
Las FDI bombardearon un centro médico situado en el centro de Beirut. En el ataque murieron al menos a nueve personas, incluidos siete miembros del personal médico entre ellos dos médicos, y otras catorce personas resultaron heridas. De acuerdo con medios libaneses en el ataque, Israel utilizó bombas de fósforo blanco «prohibidas internacionalmente». Por su parte, el Ministerio de Salud de Líbano cifró en más de 2000 los muertos y en unos 9600 los heridos por los ataques israelíes del último año. Incluidos 25 muertos y 127 heridos durante los bombardeos israelíes de ese día.
5 de octubre
Ese día, de madrugada, el Ejército israelí lanzó sobre la capital de Líbano, una de las olas de bombardeos más intensas desde el comienzo de su invasión del país con el lanzamiento de casi una treintena de ataques concentrados principalmente en los distritos del sur de la ciudad. Específicamente los bombardeos alcanzaron al menos cinco barrios residenciales, así como una gasolinera ubicada en la carretera que une la capital con el Aeropuerto Internacional Rafic Hariri, el único operativo y un estudio de televisión de la cadena Al Manar. Asimismo, el Ejército israelí indicó que sus fuerzas de tierra prosiguieron con sus operaciones militares en varias poblaciones libanesas fronterizas con Israel. Los bombardeos aéreos israelíes sobre el norte del Líbano mataron a dos militantes de Hamás en el Líbano, Muhammad Hussein Ali al Mahmud quien según Israel, supuestamente «formaba parte de la autoridad ejecutiva de Hamás en Líbano y dirigió actividades terroristas en Judea y Samaria (Cisjordania)» y también habría muerto el «comandante» Said Alaa Naif Ali, este último, asesinado en el primer bombardeo israelí contra Trípoli desde que se inició el conflicto; en el ataque también fallecieron su mujer y dos hijas, que se encontraban en un edificio cerca del campo de refugiados Al Beddawi. El Grupo islámico anunció que uno de sus milicianos, Ali al-Hajj, murió en un ataque contra su casa en al-Rafid, Gobernación de Becá. Israel también aseguró que más de 440 combatientes de Hezbolá murieron en el sur del Líbano desde que comenzó su ofensiva terrestre, incluidos veintiún comandantes de campo.
Hezbolá afirmó haber atacado un tanque israelí Merkava cuando avanzaba en la zona forestal de Maroun al-Ras utilizando un misil antiblindaje guiado, lo que provocó víctimas. También aseguraron que habían lanzado cohetes contra soldados israelíes en la aldea de Khallet Ubair en Yaroun, así como en Kafrioufel y Kfar Giladi en el norte de Israel y que habían lanzado al menos siete ataques contra las fuerzas israelíes, incluido el lanzamiento de misiles Fadi 1 contra la base de las FDI en Ramat David y el lanzamiento de cohetes contra soldados israelíes en las cercanías de la frontera.
Por su parte Israel atacó una mezquita en Bint Jbeil también alcanzó el cercano Hospital Salah Ghandour, hiriendo a nueve miembros de su personal médico. Las FDI afirmaron que atacaron a los combatientes de Hezbolá en un centro de mando integrado en la mezquita sin proporcionar pruebas. Después de que el presidente francés, Emmanuel Macron, pidiera detener el envío de armas a Israel, las FDI bombardearon una gasolinera en Beirut, propiedad de la compañía francesa TotalEnergies. La explosión provocó un gran incendio, pero no se registraron heridos.
Un ataque con cohetes de Hezbolá hirió levemente a tres personas en Deir al-Asad y causó daños en Carmiel. Una voluntaria de la Cruz Roja de Baalbek murió a causa de una herida en la cabeza sufrida en un ataque aéreo israelí. Un misil impactó en las cercanías de un equipo paramédico para evitar que llegaran al lugar de un ataque mayor en un suburbio de Beirut.
6 de octubre
El Papa Francisco pidió un alto el fuego inmediato tanto en Gaza como en el Líbano. El Ministerio de Educación libanés anunció que el 40 % de los 1,25 millones de estudiantes del Líbano habían sido desplazados por la invasión y los bombardeos israelíes.
Además, cinco personas resultaron heridas por metralla (cuatro leves y otra con pronóstico moderado) por el impacto de hasta cinco cohetes lanzados desde el Líbano por Hezbolá contra la ciudad de Haifa, el grupo libanés indicó que habían atacado una base militar israelí cerca de Haifa. Las Fuerzas de Defensa de Israel (FDI) reconocieron que no pudieron interceptar los cohetes lanzados contra Haifa, las mismas informaron que Hezbolá habría lanzado 120 proyectiles desde el Líbano ese mismo día. Dos soldados israelíes murieron en combates en la frontera, elevando la cifra de militares de las FDI muertos en la invasión del Líbano a once.
7 de octubre
En el aniversario del ataque liderado por Hamás contra Israel, Hezbolá disparó varios cohetes contra el norte de Israel, hiriendo al menos a diez personas en Haifa y a otra más en Tiberíades. Se activaron las alertas en la Alta Galilea después de que se detectaran quince cohetes. Las FDI anunciaron la muerte de dos soldados en combate en la frontera libanesa, mientras que otros dos resultaron gravemente heridos. Un ataque aéreo israelí contra una estación de bomberos afiliada a la Autoridad Sanitaria Islámica en Baraachit mató a diez bomberos. El Ejército israelí declaró «zonas militares cerradas» las localidades israelíes de Rosh Hanikra, Shlomi, Hanita, Adamit y Arab al Aramshe, todas ellas situadas cerca de la frontera con Líbano en el extremo oeste y próximas a la costa.
También el 7 de octubre, Hezbolá acusó a las FDI de usar como «escudos humanos» a los miembros de la Fuerza Provisional de las Naciones Unidas para el Líbano (FINUL) en los alrededores de Maroun El Ras, al suroeste de Líbano, según un comunicado de la milicia chiita: «El enemigo israelí está tratando de utilizar las fuerzas internacionales de la FINUL como escudos humanos para encubrir su fracaso en avanzar hacia la aldea, especialmente después de sus fallidos y repetidos intentos en más de un eje de avanzar hacia Marun el Ras y la pérdida de decenas de sus soldados muertos y heridos». De hecho, la propia misión de la ONU se había pronunciado en términos similares unos días antes.
Las FDI lanzaron «bombardeos amplios» contra supuestos «objetivos» del partido-milicia chiita en el sur de Líbano. En concreto, según el diario libanés L'Orient-Le Jour, lanzaron más de veinte bombardeos contra localidades como: Bint Yebeil, Marjayún, Nabatiye, Sidón y Tiro, además de contra zonas situadas cerca de la frontera. También atacaron un edificio de una estación de bomberos afiliada a la Autoridad Sanitaria Islámica en Baraachit, matando a diez bomberos. La Fuerza Aérea Israelí (FAI) aseguró que en estos ataques participaron cien cazas y que lograron matar a «cincuenta terroristas» que aseguraron eran responsables de una supuesta operación llamada «Conquista de la Galilea». El portavoz de las FDI, Daniel Hagari, dijo que entre los seis comandantes de Hezbolá muertos se encontraban: Ahmad Hassan Nazal, Hussein Talal Kama, Mahmoud Mus Karnib, Ali Ahmad Ismail y Abdullah Ali Dakik.

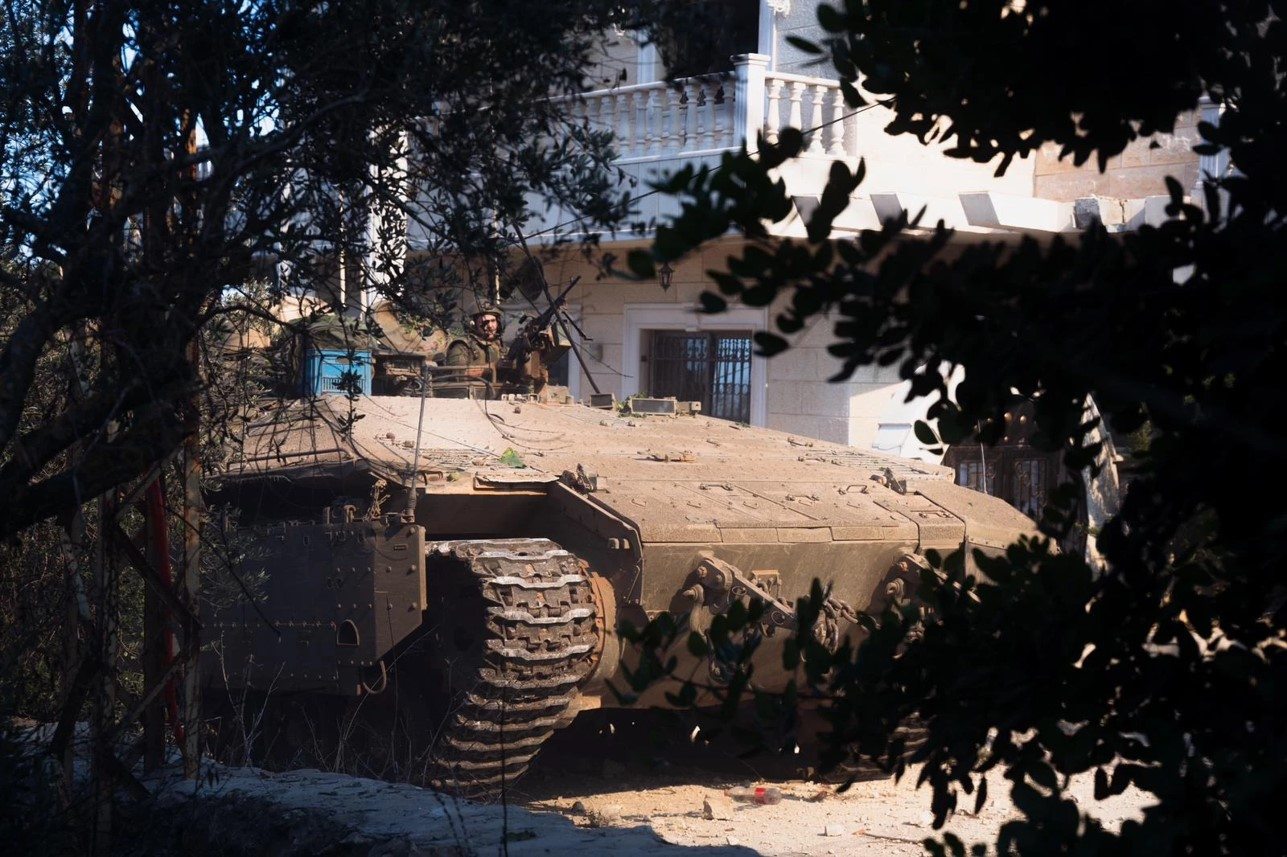
Tanque Merkava de la Brigada Golani en el sur del Líbano el 8 de octubre

El Ejército de Israel anunció que el lunes habrían supuestamente asesinado en un ataque aéreo en Beirut a Suhail Hussein Husseini. también afirmaron que el cuartel general que comandaba Husseini supervisaba la logística de Hezbolá y el presupuesto de sus diversas unidades y además que este sería un miembro del Consejo de la Yihad, el alto mando militar de la organización. Por su parte Hezbolá, aseguró que durante la madrugada del lunes había atacado una base militar israelí en Haifa, con misiles Fadi 1 y lanzó otro ataque sobre Tiberíades. El Ejército israelí, indicó que alrededor de 190 proyectiles entraron en territorio israelí el lunes, causando al menos doce heridos. Hezbolá reclamo ese mismo día que sus combatientes habrían «bombardearon... una reunión de fuerzas enemigas israelíes» en la cercana aldea de Blida «con una andanada de cohetes y proyectiles de artillería». Israel por su parte anunció que había desplegado otra división para participar en operaciones en el Líbano. Las autoridades sanitarias libanesas dijeron que un año de ataques israelíes contra el país habían provocado la muerte de al menos a 2083 personas e herido a otras 9869.
8 de octubre
El Ejército de Israel anunció el despliegue de una nueva división —la 146.ª División de Reserva— en territorio libanés, con lo que aumentan a cuatro las implicadas en la invasión israelí del Líbano. Se trata de la primera división de reserva que se utiliza en combate en el sur del Líbano, las otras divisiones implicadas en las operaciones en el Líbano son las divisiones 98.ª, 36.ª y 91.ª. El vicesecretario general de Hezbolá, Naim Qasem, aseguró que las tropas israelíes «no han logrado avances» significativos en el sur de Líbano tras el inicio de la invasión del país, aseguró que «los metros que hayan podido ganar no valen nada» y reiteró que el grupo ha superado los «dolorosos golpes» tras la muerte de varios altos cargos, incluido su líder, Hasán Nasralá.
Ese mismo día el grupo chiita lanzó más de ochenta proyectiles contra la ciudad de Haifa, situada en el norte de Israel. El Ejército israelí reconoció el ataque y aseguró que «la mayoría de los lanzamientos han sido interceptados por el sistema de defensa aérea». Una mujer «de unos 70 años» resultó herida a causa del impacto de un proyectil en Haifa y diversos daños materiales en la zona. La Policía confirmó además impactos en Kiryat Motzkin. Por su parte el Ministerio de Salud de Líbano registró ese día 36 muertos y 150 heridos por los bombardeos del Ejército de Israel en todo el país. Las zonas más atacadas fueron la gobernación de Líbano Sur, con 15 muertos y 85 heridos, y la de Nabatiye (sureste), 15 muertos y 36 heridos, seis muertos y ocho heridos en la gobernación de Becá y otros veinte heridos en la del Monte Líbano. Los pescadores libaneses se vieron obligados a mantener sus barcos en tierra después de que Israel advirtiera que ampliaría sus operaciones contra Hezbolá a las zonas costeras al sur de Sidón.
9 de octubre
Fuentes cercanas a Hezbolá afirmaron que las FDI se habían retirado de Odaisé y Kfar Kila. Netanyahu emitió un discurso al gobierno y al pueblo del Líbano en inglés, diciendo que el país enfrentaría «destrucción y sufrimiento como vemos en Gaza» si no se alzaban contra Hezbolá. Israel bombardeó una iglesia de la iglesia greco-católica que estaba siendo utilizada para albergar a desplazados en Derdghaya, matando al menos a ocho personas. La iglesia y dos de sus salas adyacentes utilizadas como refugio se derrumbaron en el ataque aéreo, otro misil impactó la casa de un sacerdote y un edificio de tres pisos que albergaba oficinas parroquiales, destruyéndolos por completo.
10 de octubre

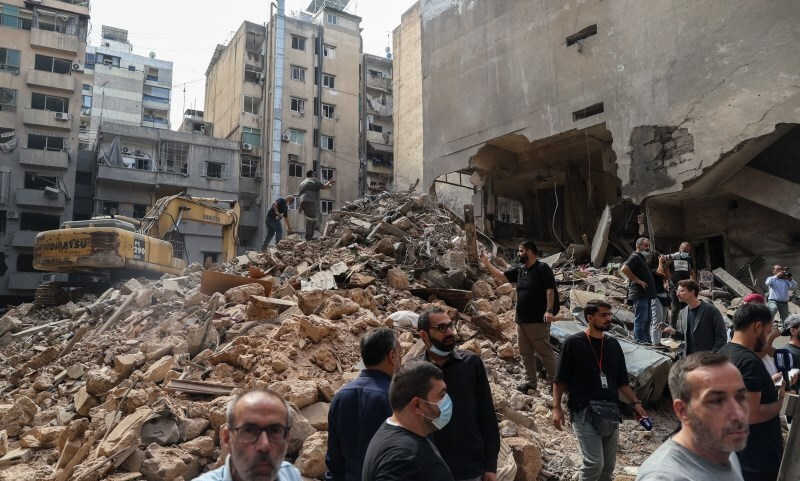
Secuelas del ataque israelí contra el barrio de Bachoura en el centro de Beirut

Dos miembros de la Fuerza Provisional de las Naciones Unidas para el Líbano (FINUL) resultaron heridos después de que un tanque Merkava israelí disparara directamente contra una torre de observación del cuartel general de la FINUL en Naqoura, impactando directamente contra ella y provocando su caída. Soldados israelíes también dispararon contra otra posición de la ONU en Labbouneh, alcanzando la entrada del búnker donde se refugiaban las fuerzas de paz, dañando varios vehículos. Un ataque aéreo israelí contra la localidad de Kark, situada cerca del valle de la Becá, al este de Líbano, mató a cuatro personas y otras diecisiete resultaron heridas.
Los ataques aéreos israelíes en dos barrios densamente poblados de Bachoura, en el centro de Beirut, mataron al menos a veintidós libaneses e hirieron a otros 117. Supuestamente el objetivo del ataque era Wafiq Safa, el enlace de Hezbolá con las agencias de seguridad del Líbano. Safa sobrevivió al ataque. Este fue el ataque más letal en Beirut desde el inicio del actual conflicto, en el ataque Israel arrasó un edificio de apartamentos y destruyó automóviles e interiores de edificios cercanos. En el bombardeo se utilizó munición de fabricación estadounidense. El mismo día, dos paramédicos afiliados a la asociación de exploradores del Movimiento Amal y tres paramilitares de esta misma organización chiita murieron en el sur del Líbano.
11 de octubre
Un ataque aéreo israelí alcanzó un edificio cerca de un puesto de control militar en Kafra en el distrito de Bint Jbeil, en el sur del Líbano, matando a dos soldados libaneses e hiriendo a otros tres. Lo que eleva a cuatro el número de soldados muertos desde el inicio de la invasión israelí del sur del Líbano. El primer ministro de Líbano, Najib Mikati, denunció el ataque como un ejemplo del «prolongado crimen israelí» que se ha cobrado la vida de «valientes soldados». De acuerdo con el Ministerio de Salud del Líbano, sólo en las últimas 24 horas habían muerto 60 personas y 168 habían resultado heridas por los ataques aéreos israelíes. La noche de ese día, la FINUL informó que sus edificios en Ramyah habían recibido «daños importantes» debido a las explosiones de los bombardeos cercanos.
Al menos una persona murió y otra resultó herida en un ataque desde Líbano dirigido contra el kibutz Yiron, situado en el norte de Israel. Ese mismo día dos drones lanzados desde el Líbano cruzaron la frontera común. Uno de los drones fue derribado mientras que el otro impactó en un edificio en la ciudad de Herzliya, en el centro del país, aparentemente sin causar víctimas.
12 de octubre
Nueve personas murieron y otras veinticuatro resultaron heridas en varios ataques israelíes contra las aldeas libanesas de Maaysrah, en las montañas al norte de Beirut, y Barja, al sur de Beirut. Israel también atacó la zona comercial central de Nabatieh, en el sur. La Cruz Roja libanesa dijo que inicialmente no pudo llegar a la zona del ataque debido a los grandes incendios provocados por la explosión. Un comunicado de prensa de la FINUL afirmaba que «anoche, un miembro de las fuerzas de paz en el cuartel general de la FINUL en Naqoura fue alcanzado por disparos debido a la actividad militar en curso en las cercanías». La declaración también hacía referencia a que los edificios en sus posiciones de la ONU habían sufrido «daños significativos debido a las explosiones de los bombardeos cercanos» en un incidente separado en Ramyah.
Ese día durante la fiesta judía del Yom Kipur, Hezbolá lanzó al menos 320 proyectiles contra diversos objetivos situados en el norte de Israel. Entre las zonas atacadas se encuentran las regiones de Galilea, Acre, Safed, Haifa y sus alrededores, por lo que más de un millón de israelíes tuvieron que acudir a los refugios. Según Hezbolá los objetivos de los ataques habían sido un grupo de militares en Jardah, la base de Souma, en el Golán, el cuartel de Zarit o un puesto militar en Ma'ilia, frente a Yarine. Por su parte las FDI lanzaron una serie de bombardeos, entre el 11 y el 12 de octubre, en el sur de Líbano, que dejaron al menos 26 muertos y 144 heridos. El ataque más mortífero tuvo lugar en Maaysra, al norte de Beirut, donde murieron cinco personas y catorce más resultaron heridas El Ejército de Israel emitió nuevas órdenes de evacuación forzada que afectan a una veintena de localidades del sur del Líbano, a cuyos habitantes ordenan que se trasladen «sin demora» al norte del río Awali.
13 de octubre

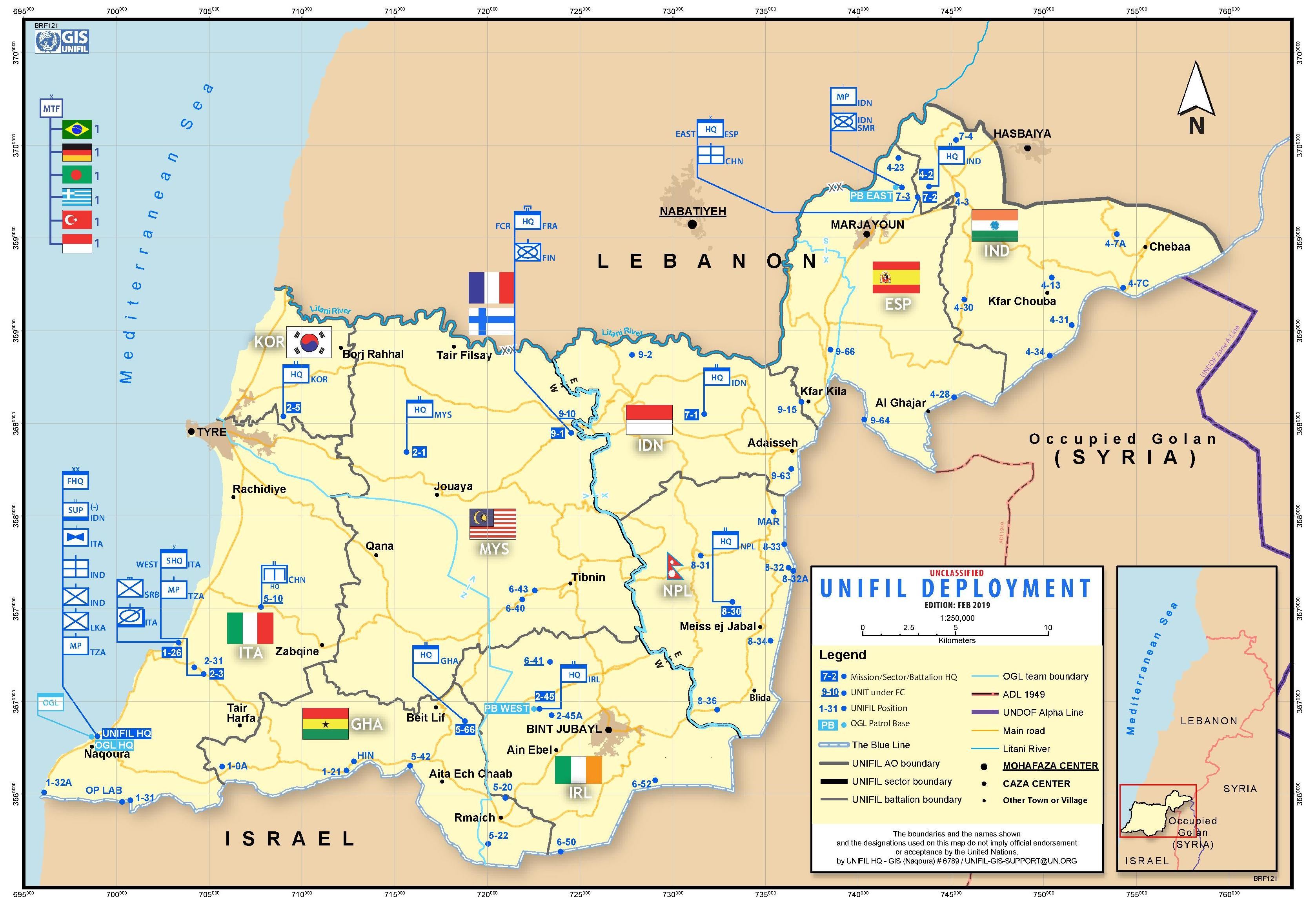
Despliegue de las fuerzas de la FINUL en el sur del Líbano

El primer ministro israelí, Benjamín Netanyahu, solicitó al secretario general de Naciones Unidas, António Guterres, la retirada de las posiciones de la fuerza de paz de la FINUL en la frontera de Líbano, ya que, a su entender, se han convertido en «escudos humanos» de Hezbolá que, según aseguró, ponen en peligro a los militares israelíes que operan en la zona. Más tarde, dos tanques israelíes destruyeron la puerta principal de un puesto de la FINUL en Ramyah y entraron por la fuerza en el puesto. Dos horas más tarde, las fuerzas israelíes dispararon ráfagas a 100 metros de la base, lo que provocó que se levantara una columna de humo que entró en el campamento, hiriendo a quince efectivos de la FINUL debido a irritaciones cutáneas y reacciones gastrointestinales. Las FDI afirmaron que durante el incidente, 25 de sus soldados resultaron heridos, incluidos dos «gravemente heridos», debido a los misiles antitanque disparados por Hezbolá. Las FDI afirmaron que lanzaron una cortina de humo para facilitar la evacuación de sus tropas heridas y que habían «mantenido contacto continuo» con la FINUL.

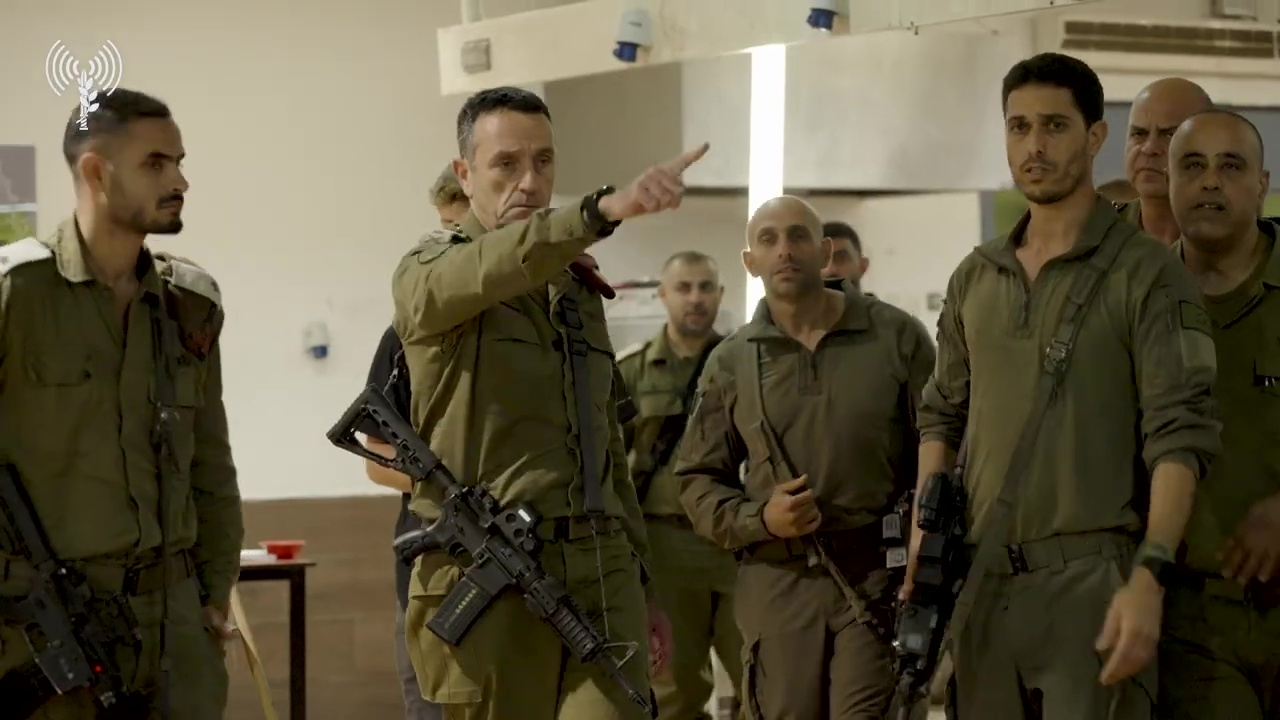
El jefe de Estado Mayor de las FDI, Herzi Halevi, visita la base militar de la Brigada Golani después del ataque de Hezbolá

También el 13 de octubre, tres soldados libaneses resultaron heridos debido a un ataque israelí en la región de Maryayún, en el sur de Líbano, cuando transportaban una excavadora para abrir carreteras dañadas tras «bombardeo enemigo». Hezbolá lanzó tres drones contra un campo de entrenamiento de la Brigada Golani en Binyamina, al sur de la «Haifa ocupada». Uno de los drones impactó en el comedor del cuartel de Zar'it en Binyamina en el momento en que parte de los soldados de la brigada estaban comiendo, causando al menos 67 heridos, cuatro de ellos en estado crítico, cinco heridos graves y catorce con pronóstico moderado. Los otros dos drones fueron derribados sin causar víctimas ni daños materiales. Posteriormente, el portavoz oficial de las Fuerzas Armadas israelíes, Daniel Hagari, reconoció que en el ataque habían muerto cuatro militares y otros siete habían resultado heridos de gravedad.
14 de octubre
Al menos veintidós personas murieron, incluidas doce mujeres y dos niños, y otras ocho resultaron heridas en un ataque aéreo de Israel contra un edificio de apartamentos en la ciudad cristiana maronita de Aitou, ubicada en el norte del país, a unos 15 kilómetros de Trípoli. Esta ha sido la primera vez que Israel ha atacado la región de mayoría cristiana de Zgharta, donde no hay una presencia apreciable de Hezbolá. En el edificio atacado, perteneciente a la familia Alwane, vivían veintiocho personas desplazadas originarios del sur de Líbano. Las autoridades israelíes activaron las sirenas de alarma por ataque aéreo en más de 182 municipios del noroeste de Israel.
15 de octubre
Israel bombardeó viviendas y un centro de salud en Qana, situada al sur del Líbano, al menos diez personas murieron en los ataques y 54 resultaron heridas. El ministro de las Fuerzas Armadas francesas, Sébastien Lecornu, declaró que apoyaba la permanencia de la FINUL en el Líbano, a pesar de las órdenes de Israel de que se marchara. Por su parte el Ministerio de Salud de Líbano detalló que las FDI habían atacado la localidad de Rayak, ubicada en la gobernación de la Becá, provocando al menos cinco víctimas mortales, de las cuales tres son menores, y dieciséis heridos. Además ACNUR afirmó que más del 25% del territorio del Líbano se encontraba sujeto a órdenes de evacuación de Israel.
Hezbolá denunció que las FDI habían utilizado bombas de racimo. Según la cadena de televisión libanesa Al Mayadeen, vinculada a Hezbolá, Israel habría utilizado este tipo de munición en sus ataques contra varios puntos en el sur de Líbano, como la ciudad de Maryayún y Almane. Ese mismo día Hezbolá dijo que habían destruido tres excavadoras y dos tanques israelíes que intentaban avanzar hacia las afueras de Ramya utilizando un misil teledirigido, «lo que provocó víctimas». Hezbolá también informó de que sus combatientes utilizaron proyectiles de artillería para atacar a las fuerzas israelíes cerca de la localidad.
16 de octubre
Israel bombardeó el edificio del ayuntamiento de Nabatieh, situado en el centro de la localidad, mató al menos a dieciséis personas, incluido el alcalde de la ciudad, Ahmad Kahil, e hirió a otras cincuenta y dos. El primer ministro, Najib Mikati, condenó el ataque «deliberado» de Israel y alertó de que las FDI actuaron «intencionadamente» al fijar su objetivo. Además tanques israelíes dispararon contra una torre de vigilancia de la FINUL en Kafr Kila. Las tropas de la ONU calificaron el ataque como «fuego deliberado contra una posición de la FINUL» e informaron que la torre de vigilancia resultó dañada, junto con dos cámaras. Además Hezbolá disparó una andanada de treinta cohetes hacia la ciudad israelí de Carmiel situada en la Alta Galilea, hiriendo a dos personas. La defensa antiaérea israelí detectó el lanzamiento de medio centenar de proyectiles lanzados contra Israel, el ejército israelí dijo haber interceptado algunos de ellos.
Ese mismo día las Fuerzas de Defensa de Israel (FDI) publicaron imágenes de sus tropas destruyendo casi la totalidad de la pequeña localidad de Muhajbib, situada al sur del país casi en la frontera con Israel. The New York Times conectó una declaración en la que las FDI afirmaban que habían «desmantelado una red de túneles utilizada por la Fuerza de élite Radwan de Hezbolá» con la destrucción de la aldea. Por su parte Al Jazeera publicó imágenes de soldados israelíes que estaban celebrando la destrucción de la aldea «con sonrisas y risas». Hezbolá informó que habían destruido un tanque israelí con un misil guiado cerca de Ramyah.
17 de octubre
Un buque de guerra alemán que operaba como parte de la FINUL derribó un dron de origen desconocido en el mar Mediterráneo a unos 30 kilómetros al noroeste del puerto libanés de Naqoura, donde tiene su sede la FINUL. Los miembros de la tripulación recogieron los restos del dron para tratar de determinar su origen. Hezbolá anunció que está pasando a una nueva etapa de escalada en la confrontación y dijo que se aclarará en los próximos días. Según el grupo libanés, las bajas israelíes hasta ese momento ascendían a 55 muertos y 500 heridos, además de la destrucción de veinte tanques Merkava, cuatro buldócer, un vehículo blindado, un vehículo de transporte de tropas y dos drones Elbit Hermes 450. Por su parte las FDI reconocieron la muerte de cinco soldados de la unidad de reconocimiento de la Brigada Golani que murieron en el sur del Líbano. Otro oficial y dos soldados resultaron gravemente heridos en el mismo incidente. Varios soldados más resultaron gravemente heridos en otros enfrentamientos en el sur del Líbano.
19 de octubre
Un dron, aparentemente lanzado desde el Líbano, impactó en la lujosa residencia de Benjamin Netanyahu en Cesarea. Netanyahu no se encontraba en la residencia en ese momento, nadie resultó herido en el incidente y otros dos drones lanzados en la zona fueron interceptados. El reportero de Al Jazeera, Nour Odeh, informó que antes del ataque, áreas del norte de Israel fueron testigos de varios ataques con cohetes por parte de Hezbolá y se activaron las alarmas antiaéreas en ciudades como Haifa y Galilea, estos ataques, aparentemente, podrían haber actuado como señuelos antes del ataque principal contra la residencia de Netanyahu. también informó que las sirenas se habían activado alrededor de Cesarea sólo después de que se confirmara el ataque a la residencia de Netanyahu.
Ese mismo día, once militares israelíes resultaron heridos, tres de ellos de gravedad, en un incidente de fuego amigo cuando un proyectil de un tanque israelí alcanzó el edificio en el que se encontraban. Además las Fuerzas de Defensa de Israel (FDI) llevaron a cabo un ataque aéreo contra un automóvil que circulaba por la principal carretera libanesa cerca de la aldea de Sahel Alma, parte de la ciudad de Jounieh. Un hombre y su esposa salieron corriendo del automóvil hacia un campo cercano antes de ser asesinados por otro ataque.
20 de octubre

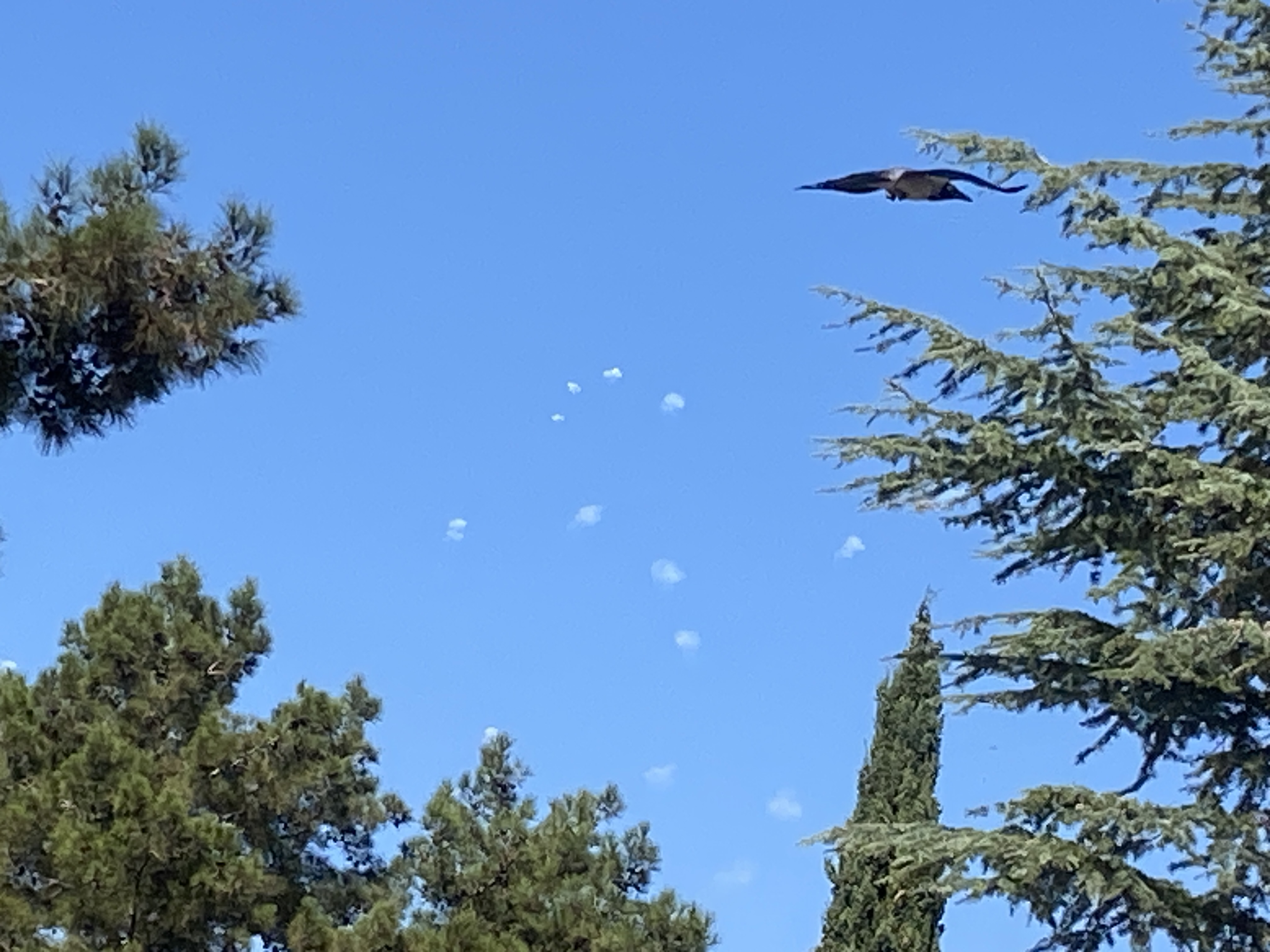
Las defensas aéreas israelíes interceptan cohetes en la frontera norte de Galilea occidental

Por la mañana, las Fuerzas de Defensa de Israel (FDI) atacaron hasta cuatro veces el sur de la capital de Líbano, en particular las zonas de Haret Hreik y de Hadat, alrededor de las 5:45h (hora local), provocando enormes columnas de humo, aunque se desconoce si hubo víctimas. Un ataque aéreo israelí mató a tres soldados de las Fuerzas Armadas Libanesas que viajaban en un vehículo cerca de la zona de operaciones de las tropas israelíes. Ese mismo día la Fuerza Provisional de las Naciones Unidas para el Líbano (FINUL), denunció que una excavadora israelí derribó «deliberadamente» una torre de observación y la valla perimetral de una de sus bases en Marwahin, en el sur de Líbano.
Hezbolá lanzó unos 200 cohetes desde territorio libanés, contra el norte de Israel. Algunos de los proyectiles fueron interceptados y los demás cayeron en zonas abiertas sin provocar víctimas, pero si daños materiales.
21 de octubre
Hezbolá y las fuerzas israelíes se enfrentaron en las aldeas fronterizas de Aita Al-Shaab, Qaouzah y Ramiya mientras las FDI intentan avanzar hacia el interior del Líbano. Las fuerzas israelíes bombardearon Aita Al-Shaab y Ramiya con artillería pesada. Un bombardeo israelí impactó en un edificio residencial frente al hospital de la Universidad Rafik Hariri, matando al menos a dieciocho personas, incluidos cuatro niños, e hiriendo a otras sesenta personas. Además, al menos seis personas murieron, todas ellas mujeres y niños de una misma familia, a causa de un bombardeo israelí contra la ciudad libanesa de Baalbek, en el este del país. Según Israel habían bombardeado «decenas» de edificios supuestamente vinculados a la Asociación Al Qadr al Hasán, considerada por Israel como una organización financiera de Hezbolá.
22 de octubre
Hezbolá lanzó un ataque con cohetes contra Neot Mordechai, en el norte de Israel, matando a un reservista de las FDI de 27 años de Tel Aviv e hiriendo gravemente a otros tres. La FINUL denunció que militares israelíes dispararon contra uno de sus puestos de observación en el que había «cascos azules», que tuvieron que retirarse «para evitar recibir un disparo». Los hechos se produjeron cerca de la localidad libanesa de Dhayra, cuando efectivos de las Fuerzas de Defensa de Israel (FDI) registraban viviendas y «Al darse cuenta de que estaban siendo observados» abrieron fuego contra el puesto de la FINUL.
Ese mismo día, un ataque aéreo israelí cerca del Hospital Universitario Rafik Hariri, el más importante de la capital libanesa, mató al menos a dieciocho personas, incluidos cuatro niños, e hirió al menos a otras sesenta personas. Además el Ministerio de Sanidad libanés denunció «importantes daños» en el centro hospitalario, también denunció los «crímenes de guerra que no respetan ninguna ley humanitaria ni internacional» y recordó a los cuatro sanitarios muertos y cinco heridos y los varios vehículos dañados en las últimas 24 horas por los ataques israelíes.
23 de octubre
Las FDI dijeron que cuatro de sus soldados murieron en combate el sur del Líbano, mientras que otros seis fueron evacuados del Líbano después de resultar gravemente heridos. Hezbolá, por su parte, afirmó que sus combatientes habían matado a más de setenta soldados israelíes desde el inicio de la invasión del Líbano. Además Las FDI reanudaron sus ataques aéreos contra Dahieh en lo que se denominó una de las peores noches de bombardeos en el barrio hasta la fecha. Seis edificios, incluidas las oficinas de la cadena de televisión Al Mayadeen, fueron destruidos en diecisiete ataques. De acuerdo con las cifras proporcionadas por el Ministerio de Sanidad libanés, sólo el 23 de octubre murieron doce personas y 68 resultaron heridas en Nabatiye, así mismo ocho personas fallecieron y 42 resultaron heridos en la zona sur del país. Además, cinco personas murieron en Baalbeck-Hermel, tres en el valle de la Becá y una en Monte Líbano.
La cadena libanesa Al Mayadeen denunció un ataque israelí contra su oficina en Beirut, aunque precisó que había sido evacuada antes del ataque, aseguró que el bombardeo se llevó a cabo sin aviso previo. Durante la noche, se registraron cerca de una veintena de ataques israelíes contra varias zonas de los suburbios del sur de la ciudad. El Ejército israelí mató, al menos a tres militares libaneses en un ataque aéreo mientras que estaban realizando una operación de evacuación de heridos en la localidad de Yater al sur del país. Ese mismo día Israel bombardeó por primera vez la ciudad de Tiro, situada en el sur de Líbano, entre los objetivos bombardeados se encontraban: una sede de la sociedad Al Chadid, rama de la Asociación Al Qadr al Hasán, una instalación del Comité Sanitario Islámico, un antiguo edificio gubernamental y un complejo residencial en el centro de la ciudad.
24 de octubre
Hezbolá informó de que sus combatientes estaban participando en enfrentamientos «intensos» contra vehículos blindados israelíes en Ayta al-Shaab. Ese mismo día, la milicia libanesa también afirmó que había destruido un tanque israelí con un misil teledirigido, matando o hiriendo a los soldados que se encontraban en el interior. Las FDI confirmaron que cinco reservistas murieron y otros diecinueve resultaron heridos después de que miembros de la milicia libanesa atacaron un edificio donde las tropas israelíes estaban recibiendo suministros logísticos en un pueblo del sur del Líbano.
25 de octubre
Al menos dos personas murieron y otras siete resultaron heridas en la ciudad israelí de Majd al-Krum, situada en el norte del país y de mayoría árabe, por el lanzamiento de unos treinta cohetes desde el Líbano. Hezbolá reivindicó la autoría del ataque, al indicar que había lanzado una nueva batería de proyectiles sobre la zona de Carmiel, en las inmediaciones de Majd al-Krum. Ese mismo día, el Ejército de Israel mató a tres periodistas en un bombardeo contra el edificio en el que se alojaban en la ciudad de Hasbaya, en el sureste de Líbano. Los periódistas asesinados son Wisam Qasim fotógrafo de la cadena de televisión Al-Manar y Ghassan Nayar y Muhamad Reda, ambos de la cadena de televisión Al Mayadeen. Los ataques alcanzaron un grupo de pequeños chalés en los que se alojaban dieciocho periodistas de al menos siete medios de comunicación diferentes (entre ellos Al Jazeera, Sky News Arabia y TRT).
Israel bombardeó el lado sirio del paso fronterizo de Qaa/Josié, provocando su «cierre total». Se trata del segundo —de los tres pasos existentes— que tiene que suspender operaciones a causa de los daños causados por los bombardeos de Israel. Según las FDI la zona sirve como punto de paso para el envío de armas a Hezbolá. Mientras que el Observatorio Sirio para los Derechos Humanos, afirmó que el grupo no estaba usando el paso para el contrabando de armas al estar vigilado por los militares libaneses. En un ataque israelí contra una aldea en el sur del Líbano, cinco soldados de las 8.ª Brigada Blindada acabaron muertos y otros diecinueve soldados resultaron heridos en combate con milicianos de Hezbolá. Al día siguiente las FDI anunciaron las bajas de sus tropas en este ataque, lo que eleva a 32 el número de muertos reportadas por las autoridades militares israelíes desde que Israel inicio la invasión del Líbano el 1 de octubre, según la CNN.
26 de octubre
Cuatro milicianos de las Brigadas de Abu Ali Mustafa (brazo armado de la organización marxista-leninista palestina, Frente Popular para la Liberación de Palestina) murieron en combate contra las fuerzas israelíes en el sur del Líbano según anuncio la milicia en días posteriores.
Al menos veintidós personas murieron en una serie de ataques del Ejército israelí contra Maryayún, Nabatiye, Chehabiye, Chhour y Sidón, en el sur de Líbano, y Hosh Barada, en el noreste del país. Ese mismo día un drón israelí atacó una vivienda en la ciudad de Sidón matando a cinco personas e hiriendo a trece más en Haret Saida, en la ciudad de Sidón. El diario libanés L'Orient-Le Jour informó que en el inmueble atacado estaban alojadas personas desplazadas por el conflicto. Además, las fuerzas israelíes bombardearon varios barrios de la capital del país, Beirut. Por su parte Hezbolá instó a la población de veinte comunidades del norte de Israel a abandonar sus casas al designar esta zona como un «objetivo legítimo». También anunció una veintena de operaciones militares contra el Ejército israelí, incluidos ataques contras tropas israelíes en la zona fronteriza, una base aérea en las afueras de Tel Aviv y una base de inteligencia en la ciudad de Safed.
27 de octubre
El canal de la televisión israelí Canal 12 publicó un vídeo en el que se puede ver a uno de sus periodistas activando un detonador para volar un edificio en territorio libanés. El periodista estaba empotrado con las tropas israelíes que combaten en el sur de Líbano cuando un soldado le entrega una bobina de cable y le explica como accionar el detonador, que tras ser pulsado por el periodista destruye una casa. En el vídeo el periodista dice «Una casa con un almacén de munición con vista hacia Israel ha sido volada. Una amenaza menos para el Estado de Israel». Un dron disparado desde el Líbano alcanzó una fábrica de componentes aeronáuticos israelí cerca de Acre, en Galilea Occidental, hiriendo a dos personas. La fábrica atacada elaboraba componentes tanto para la industria de defensa como para la aviación civil. El Ministerio de Sanidad libanés informó de que solo ese día habían contabilizado un total de 21 muertos y decenas de heridos como consecuencia de los bombardeos israelíes. Uno de los ataques más mortíferos fue el de Haret Saida, una localidad situada muy cerca de Sidón, donde murieron nueve personas y otras treinta y ocho resultaron heridas.
28 de octubre
El Ministerio de Salud libanés informó de que al menos sesenta personas, entre ellas dos niños, murieron y otras 58 resultaron heridas en ataques contra doce zonas del valle de Bekaa. Israel bombardeó con artillería las ciudades meridionales de Rachaya al-Fakhar, Kfar Hamam, Alma ash-Shaab y Naqoura (donde la FINUL tiene su cuartel general). Además al menos cinco personas murieron a causa de un nuevo bombardeo del Ejército de Israel contra la ciudad portuaria de Tiro, situada en el sur de Líbano. El ataque, que alcanzó un edificio en el barrio de Al Raml, también dejó además diez heridos. Este ataque se produce solo una horas después de otro bombardeo israelí contra Burj el Shemali, en la península de Tiro y parte de la zona urbana de la ciudad, donde murieron otras cinco personas. Poco después las FDI confirmaron que habían llevado a cabo una serie de bombardeos contra «almacenes de armamento, edificios militares y puestos de avanza de Hezbolá» en la ciudad de Tiro, declarada Patrimonio de la Humanidad por la UNESCO en 1984. Poco después Israel llevó a cabo varios ataques contra diferentes zonas situadas en el valle de la Becá, en el este de Líbano matando al menos a cuatro personas. Por su parte, Hezbolá indicó que sus tropas se habían enfrentado con militares israelíes en la localidad de Kfar Kila cuando trataban de avanzar hacia la zona de Tal Nahas, a las afueras de la ciudad. Según el grupo libanés dos vehículos fueron destruidos, lo que resultó en varias muertos y heridos entre las tropas israelíes.
Ese mismo día un cohete «lanzado desde el norte» alcanzó las instalaciones de la FINUL en la localidad de Naqoura, causando ocho heridos leves entre los militares austriacos. Además, las Fuerzas Terrestres de Israel alcanzaron el sur de la aldea de Khiam (una zona elevada y estratégica situada a unos seis kilómetros de la frontera con Israel), medios libaneses informaron de combates con armas pequeñas en este lugar. Ese mismo día un cohete «lanzado desde el norte» alcanzó las instalaciones de la FINUL en la localidad de Naqoura, causando ocho heridos leves entre los militares austriacos.
29 de octubre

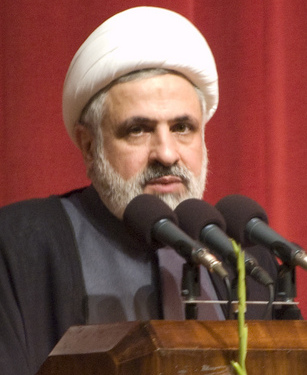
Naim Qassem, nuevo líder de Hezbolá.

Un soldado de las FDI murió a causa de las heridas sufridas durante la batalla los días anteriores. Catorce personas murieron y otras 58 resultaron heridas como consecuencia de varios bombardeos del Ejército de Israel en el distrito de Sidón, en el suroeste de Líbano. El ataque israelí registrado en la ciudad de Sidón, contra varios edificios residenciales situados a pocos metros de un cuartel del Ejército libanés que albergaba a personas desplazadas, mató a seis personas y treinta y siete resultaron heridas. Por otra parte, en Israel, una persona murió a causa del impacto de un proyectil disparado desde Líbano contra la localidad de Maalot-Tarshiha, al norte de Israel. El Ejército de Israel reconoció que había detectado «alrededor de 50 lanzamientos» desde el Líbano y afirmó que «Algunos han sido interceptados, pero se han detectado impactos». Ese mismo día Hezbolá anunció el nombramiento de su vicesecretario general, Naim Qassem, como nuevo líder del grupo, tras el asesinato de su anterior líder, Hasán Nasralá, en un bombardeo israelí.
30 de octubre
La base de la FINUL, Camp Shamrock, situada a unos siete kilómetros de la frontera con Israel, fue atacada con un cohete, según denunció las Fuerzas de Defensa Irlandesas, cuyos «cascos azules» están al cargo de las instalaciones. El proyectil cayó en una zona donde no había nadie y «causó daños mínimos en el terreno». Al menos diecinueve personas, incluidas ocho mujeres, fallecieron en bombardeos israelíes en la gobernación de Baalbek, en el este de Líbano, después de que el Ejército de Israel ordenara a los residentes de la histórica ciudad de Baalbek y otras dos localidades que abandonaran «inmediatamente» la zona. Se registraron al menos veinte ataques en la zona, cinco de ellos en los límites de la ciudad. Los ataques aéreos israelíes en Sohmor mataron a once personas e hirieron a otras quince. Ese mismo día, según la agencia de noticias libanesa Al-Manar, Hezbolá atacó una concentración de tropas israelíes entre las aldeas de Kfar Kila y Deir Mimas con un misil guiado antitanque.
31 de octubre
Hezbolá disparó cohetes contra la región de Haifa, matando a dos israelíes, mientras que otros cuatro trabajadores tailandeses y un ciudadano israelí murieron en Metula, situada en el norte de Israel. El Ejército israelí reconoció que durante las últimas horas la milicia libanesa había lanzados decenas de cohetes contra Israel y afirmó que «algunos han sido interceptados». Hezbolá atacó a la infantería israelí de la 36.ª División que trataba de avanzar alrededor de Aita al Shaab y Aitaroun. La agencia de noticias SANA informó que una serie de ataques israelíes alcanzaron varios edificios residenciales en Al-Qusayr, situada en la provincia siria de Homs y cerca de la frontera con Líbano, causando «daños materiales» a su zona industrial y a algunos de sus barrios residenciales, matando a diez personas, en su mayoría civiles. Según las FDI estos ataques tenían como objetivo centros de comando y depósitos de armas de Hezbolá.

### Noviembre de 2024
1 de noviembre
Al menos 52 libaneses murieron y otros 72 resultaron heridos en ataques aéreos israelíes en el noreste del Líbano. El mismo día, Hezbolá dijo haber lanzado dos cohetes contra fuerzas israelíes en el área de Khiam. Hezbolá informo que el grupo atacó supuestamente la 210.ª División de las Fuerzas de Defensa de Israel (FDI) mientras esta, avanzaba en dirección a Kfarchouba y Shebaa, en el sudeste del Líbano. Las FDI informaron de que la 3.ª Brigada (91.ª División) localizó armas y infraestructura de Hezbolá en las últimas semanas incluidas lanzacohetes «listos para disparar contra comunidades israelíes», también aseguraron que dirigieron un ataque aéreo que mató a varios militantes de Hezbolá en una zona boscosa cerca de las fuerzas israelíes. Asimismo informaron que continuaba su campaña aérea «atacando objetivos de Hezbolá», la Fuerza Aérea de Israel aseguró que atacaron más de 200 objetivos de Hezbolá. Por su parte la milicia libanesa informó que confrontó a las 98.ª División israelí que avanzaba en dirección a Kafr Kila (sudeste del Líbano).
2 de noviembre
El ejército israelí afirmó haber matado a un comandante de la unidad de cohetes de la Brigada Nasser de Hezbolá, Jaafar Khader Faoura, y capturaron a un capitán de la marina mercante libanesa, que según las FDI era un «agente de alto rango de Hezbolá», en Batrún, a unos 30 kilómetros al norte de Beirut y lo transportaron a territorio israelí. El gobierno libanés declaró que presentará una queja ante el Consejo de Seguridad de las Naciones Unidas por el secuestro. Por su parte Hezbolá emitió un comunicado calificando lo ocurrido de «agresión sionista en la zona de Batroun», pero no confirmó si la persona capturada era miembro de su organización. Ese mismo día una salva de cohetes disparados por Hezbolá hirió a diecinueve personas en Tayibe, en el centro de Israel. Además en el valle de la Becá, al noreste del Líbano, los equipos de rescate buscaban supervivientes después de que los ataques aéreos mataran a nueve personas y derribaran un edificio que albergaba a veinte personas en la ciudad de Younine. Otros ataques israelíes mataron a doce personas en la ciudad de Amhaz y a otras 31 en al menos una docena de aldeas, lo que eleva el total de muertos únicamente ese día a 52 y otras 72 personas que resultaron heridas, según el Ministerio de Salud del Líbano.
3 de noviembre
El periódico libanés L'Orient-Le Jour informó que las fuerzas israelíes habían intentado penetrar en la zona de Jiam, en la región de Marjayún, en el sur de Líbano, pero Hezbolá había lanzado decenas de contraataques que frenaron el avance israelí y finalmente se retiraron. Tras el fin de los combates un equipo de rescate de la Cruz Roja se desplazó hasta Jiam y descubrió los cadáveres de veinte personas desaparecidas desde el día 28 de octubre entre los escombros de dos casas atacadas por Israel, en las que se refugiaban dos familias. Ese mismo día al menos tres personas murieron y otras nueve resultan heridas como consecuencia de un bombardeo israelí contra un bloque de apartamentos en Haret Saida, al sur de Beirut. Además Israel bombardeó varios puntos de la localidad de Baalbek, en el valle de la Becá, en el este del país, incluidos un edificio cercano a un hospital y un restaurante.
4 de noviembre
Israel derribó cuatro drones, dos lanzados desde Líbano y dos lanzados desde «el este», en aparente referencia a Irak. Posteriormente Hezbolá reclamó la autoría de varios ataques con proyectiles contra territorio de Israel, incluido uno contra la localidad de Safed, al norte de Israel.
5 de noviembre
Las FDI mataron a tres personas que viajaban en un coche en los alrededores de la localidad de Haur Taala, al sur de Líbano. Aunque se desconoce la identidad de las víctimas. Además, al menos treinta personas murieron en un ataque de las Fuerzas de Defensa de Israel (FDI) contra la localidad libanesa de Barja, situada en la gobernación de Monte Líbano, a unos 30 kilómetros de Beirut. El edificio residencial atacado por Israel, que se derrumbó parcialmente, se ubicaba cerca de una escuela pública en la que había desplazados por el conflicto en el momento del ataque.
6 de noviembre
Tres refugiados sirios fallecieron y otros tres resultaron heridos en un ataque israelí contra la localidad de Burgholiyah, en el sur de Líbano. Lo que elevó a 216 el número de fallecidos sirios en este país desde el inicio de la invasión israelí. Hezbolá reivindicó un ataque con una «andanada de misiles» contra la base Tzrifin situada en los alrededores del aeropuerto de Ben Gurión. Las FDI reconocieron el lanzamiento de diez proyectiles, dijeron que «la mayoría de ellos han sido interceptados» y uno «ha impactado en la zona del aeropuerto de Ben Gurión». Así mismo el grupo libanés reivindicó un ataque contra la base militar de Belo, ubicada al sur de la ciudad de Tel Aviv, perteneciente a la brigada paracaidista de reserva de la 98.ª División. También aseguró que había atacado una base naval de la Marina del Ejército de Israel en Haifa. Por su parte Israel, reconoció la muerte de un militar en una descarga de cohetes de Hezbolá contra la localidad fronteriza de Avivim.
7 de noviembre
Tres personas murieron y tres militares libaneses resultaron heridos en una ataque de un drón israelí contra un vehículo que circulaba cerca del puesto de control de Auali, en Sidón. Un vehículo de la FINUL se encontraba justo en el mismo carril en el momento del ataque, lo que provocó que cinco cascos azules del contingente malayo resultaran heridos de levedad. Ese mismo día el Alto Representante de la Unión Europea para Política Exterior, Josep Borrell, condenó los ataques israelíes contra varios puntos de las regiones de Bekaa, Baalbek, Nasriya y cerca del aeropuerto de Beirut, en los que murieron 40 personas y otras 53 resultaron heridos y señaló que «el respeto al Derecho Internacional no es negociable». Las FDI declararon que cinco de sus soldados murieron y otros dieciséis resultaron heridos en combate en las últimas semanas.
Además la FINUL publicó una declaración sobre el ataque israelí en las afueras de Sidón en el Líbano, en el que confirmó que cinco de sus efectivos de mantenimiento de la paz resultaron heridos.
8 de noviembre
La FINUL denunció un nuevo ataque israelí, según un comunicado de la organización dos excavadoras y un bulldozer israelíes destruyeron «parte de una valla y una estructura de cemento» en uno de sus emplazamientos en Naqoura, donde se encuentra su cuartel general. Las autoridades sanitarias de Líbano informaron que los ataques perpetrados por Israel a lo largo de las últimas 24 horas provocaron la muerte de al menos quince personas y otros 69 heridos, en su mayoría en la gobernación del Sur.
Por su parte Hezbolá reivindicó un ataque con cohetes contra la base naval Stella Maris, al noroeste de Haifa y otro ataque con misiles contra la base de Ramat David, situada al sureste de esta misma ciudad, y su aeropuerto. El Ejército de Israel confirmó el lanzamiento de «alrededor de diez» cohetes en las últimas horas desde Líbano y aseguró que «algunos de ellos han sido interceptados, si bien se han detectado impactos en espacios abiertos». Las FDI anunciaron la muerte de un soldado que había resultado gravemente herido el 26 de octubre en un intercambio de disparos con miembros de Hezbolá en un pueblo del sur del Líbano, en un incidente en el que también murieron cinco reservistas y más de una docena resultaron heridos. Según las autoridades israelíes, desde el inicio del conflicto en octubre de 2023 habían muerto 41 civiles y 62 militares en enfrentamientos transfronterizos y en la operación terrestre lanzada en el sur del Líbano a finales de septiembre.
9 de noviembre
Al menos siete personas murieron, entre ellas dos niñas, y otras 46 resultaron heridas como consecuencia de un bombardeo israelí sobre, al menos, dos edificios residenciales en la ciudad libanesa de Tiro, en el sur del país. El Ministerio de Salud del Líbano dijo que 53 personas murieron en ataques israelíes y al menos 99 resultaron heridas.
10 de noviembre
Los ataques aéreos israelíes mataron al menos a 38 personas en todo Líbano, incluidas 23 que murieron en un ataque aéreo contra una casa en la aldea de Almat, de mayoría musulmana chiita y situada en el distrito de Jbeil, a unos 30 kilómetros al norte de Beirut. Entre los fallecidos se encontraban siete niños y otras seis personas resultaron heridas 
11 de noviembre
Las FDI mataron al menos a diecinueve personas en dos ataques, uno en el sur de Líbano y otro en el extremo norte del país. Once de los fallecidos, incluidos menores de edad y mujeres, murieron en un ataque sobre una casa de Saksakié, en el suroeste de Líbano. En el segundo ataque ocho personas murieron y catorce resultaron heridas en un ataque israelí sobre una casa con refugiados sirios en Ain Yaacub, en la gobernación de Akkar, en el norte del país. Por otra parte, en Israel, al menos siete personas resultaron heridas, incluido una niña pequeña, debido al lanzamiento por parte de Hezbolá de al menos 165 cohetes contra diversos objetivos situados en el norte de Israel.
12 de noviembre
Israel bombardeó el barrio de Haret Hreik de Beirut, apenas una hora después de que el portavoz en árabe del Ejército israelí, Avichai Adrai, dictara una orden de evacuación para varios barrios situados en el sur de la ciudad. Al menos cinco personas murieron y otras dos resultaron heridas a causa de los bombardeos israelíes contra la localidad de Baalshamié, situada en los alrededores de Beirut. Uno de los ataques destruyó un centro médico, según informó el diario L'Orient-Le Jour. Además dos personas murieron y otras dos resultaron heridas en un ataque con cohetes de Hezbolá contra la localidad de Nahariya, en el norte de Israel.
13 de noviembre
Al menos quince personas murieron, incluidos cuatro niños y ocho mujeres, y otras doce resultaron heridas en un bombardeo israelí contra la localidad libanesa de Joun, ubicada en la gobernación del Monte Líbano al sur del país. Entre las víctimas de los bombardeos en dicha localidad se encontraba la periodista libanesa Sakina Kauzarani y varios de sus familiares, entre ellos sus dos hijos menores de edad, que fueron asesinados en un bombardeo israelí contra el edificio de tres plantas en el que vivían. La emisora de radio para la que trabajaba condenó el ataque, al que describió como «un crimen atroz por parte del bárbaro enemigo sionista». Seis soldados israelíes murieron en combate en el sur del Líbano. Lo que eleva a 47 los soldados israelíes muertos en combate con Hezbolá desde el 30 de septiembre.
14 de noviembre
Las autoridades libanesas dijeron que al menos 40 personas fallecieron ese día en diversos ataques perpetrados por Israel. En la ciudad de Baalbek murieron al menos doce personas, mientras que en la localidad de Al Shaab fallecieron ocho personas y otras treinta resultaron heridas. Aunque la mayoría de las víctimas mortales se concentran en la gobernación de Baalbek-Hermel, donde los ataques dejaron decenas de muertos. Las FDI atacaron un edificio en las cercanías del Aeropuerto Internacional de Beirut, las imágenes compartidas por los medios libaneses mostraron un avión de pasajeros que se dirigía hacia la pista cerca del ataque. Un ataque aéreo israelí de madrugada contra el Centro Regional de Defensa Civil de Douris, cerca de la ciudad de Baalbek, en el este del Líbano, mató al menos a quince trabajadores de la defensa civil. Entre las víctimas mortales se encuentra Bilal Raad, el jefe del centro de defensa civil. Por lo que ya son más de 200 los miembros del personal médico y de la defensa civil libanesa muertos en ataques israelíes en el último año.
15 de noviembre
Hezbolá informó que habían destruido tres excavadoras y dos tanques pertenecientes a las Fuerzas de Defensa de Israel que intentaban avanzar hacia las afueras de Ramya utilizando un misil teledirigido, lo que provocó víctimas. Hezbolá también informó de que sus combatientes utilizaron proyectiles de artillería para atacar a las fuerzas israelíes cerca de la localidad.
16 de noviembre
Las tropas israelíes alcanzaron el punto más profundo del Líbano desde el inicio de la invasión. Capturaron brevemente una colina en Chamaa y, según los medios estatales libaneses, destruyeron el santuario de Shamoun Al Safa y se retiraron después de sostener fuertes enfrentamientos con milicianos de Hezbolá. La zona en la que las tropas israelíes llegaron es conocida como la segunda línea de aldea y se encuentra entre los cinco y los diez kilómetros del norte de la línea azul, Al Mayadeen informa que las tropas israelíes se han envuelto en batallas feroces en esta misma zona. Un bombardeo israelí mató a dos trabajadores de un servicio de emergencias asociado a Hezbolá. Los aviones de guerra israelíes atacaron Dahiyeh, hiriendo a una adolescente, y Tiro. Un ataque en Khraibeh mató a una familia de seis personas.
Ese mismo día un soldado israelí de la Brigada Golani murió en combate en el sur del Líbano. Además Hezbolá lanzó una andanada de diez cohetes contra el puerto de Haifa, al norte de Israel. Según las autoridades varios fueron interceptados pero otros impactaron en zonas de la ciudad, incluyendo uno que causó graves daños a una sinagoga. Cinco personas resultaron heridas. Así mismo Hezbolá informó que destruyó un tanque israelí con un misil guiado cerca de Ramyah.
17 de noviembre
El Ejército libanés denunció que Israel había atacado deliberadamente el puesto militar en Al Mari, en la localidad de Hasbaya, y matado a un soldado y herido a otros tres, uno de los cuales está en estado crítico. El portavoz oficial y jefe de medios de Hezbolá, Muhamad Afif, murió en un ataque israelí contra la sede del Partido Árabe Socialista Baaz en Líbano en el centro de Beirut.
18 de noviembre
Hezbolá lanzó a lo largo del día más de más de 100 cohetes contra diversos objetivos en el norte de Israel y un misil hacia el centro del país. Una mujer, murió y decenas de personas resultaron heridas esa noche por un cohete que impactó en un edificio de tres pisos en la ciudad de Shefa-'Amr después de que Hezbolá disparara cinco proyectiles contra Galilea. Ese mismo día, cinco personas resultaron heridas, incluida una de gravedad, en la zona de Bnei Brak y Ramat Gan, tras un ataque con misiles de Hezbolá. En el Líbano, seis miembros del Comité Sanitario Islámico, una asociación de defensa civil vinculada a Hezbolá, murieron en un bombardeo contra un edificio de la organización en Baraashit, horas después de la muerte de otros dos paramédicos en otros dos ataques. Estos ataques contra instalaciones y trabajadores médicos fueron denunciados por Human Rights Watch (HRW) y aseguró que podrían suponer crímenes de guerra. Además once personas murieron y otras 48 resultaron heridas en varios ataques aéreos israelíes contra el distrito de Tiro, en el suroeste de Líbano.
19 de noviembre
El portavoz de la Unicef, James Elder, afirmó que más de 200 niños murieron por los bombardeos israelíes desde el inicio de la invasión israelí el 1 de octubre. Un promedio de tres niños muertos cada día, además denunció que «A pesar de que más de 200 niños han sido asesinados en Líbano en menos de dos meses, ha surgido un patrón desconcertante: sus muertes son recibidas con inercia por aquellos capaces de detener esta violencia». Por otra parte, el Ministerio de Salud del Líbano informó que solo ese día cerca de una treintena de personas fallecieron y más de un centenar resultaron heridas por los ataques de las FDI. Argentina ordenó retirar a sus cascos azules de la FINUL después de que un ataque, probablemente de Hezbolá, hiriese a cuatro soldados guineanos. Ese día, un soldado israelí murió en el sur del Líbano tras el impacto de un dron kamikaze de Hezbolá. Por su parte, el ejército israelí mató a tres soldados libaneses en un puesto militar al sur de Beirut.
20 de noviembre
El Ejército israelí anunció la muerte de un colono e historiador amateur de 71 años que estaba en un yacimiento arqueológico en el sur del Líbano, así como de un soldado que lo acompañaba; dos milicianos de Hezbolá los emboscaron e hirieron también de gravedad a un comandante de compañía y al jefe de Estado Mayor de la Brigada Golani. Los dos miembros de Hezbolá fueron después abatidos. Ese mismo día, un soldado israelí murió al derrumbársele encima un edificio que había sido previamente bombardeado por la aviación de su país. Ese mismo día, las fuerzas israelíes destruyeron la mayor parte de la ciudad de Ramyah. Un video verificado que circuló en las redes sociales mostraba a soldados israelíes vitoreando y haciendo la cuenta regresiva antes de volar gran parte de la ciudad. Imágenes satelitales mostraron que al menos 40 edificios fueron destruidos. Según los informes, Ramyah casi ha sido borrada del mapa y apenas quedan estructuras en pie.
21 de noviembre
El Ministerio de Salud del Líbano informó que los ataques del Ejército israelí sobre la gobernación de Baalbek, ubicado en el este del país, provocaron 40 muertos y 52 heridos. Las localidades más afectadas por los ataques israelíes son Barha y Falawi, con once y diez víctimas mortales respectivamente. Además al menos siete personas murieron y otras 24 resultaron heridas por ataques de las tropas israelíes en la gobernación de Nabatiye. Por otra parte una persona murió en la localidad israelí de Nahariya, situada en el norte del país, en un ataque con proyectiles desde Líbano.
22 de noviembre
Dos paramédicos libaneses del Comité Sanitario Islámico, una asociación de rescatistas vinculada a Hezbolá, murieron en un bombardeo del Ejército de Israel contra un vehículo que circulaba cerca de Deir Ras al Ain al sur del país. El Ministerio de Salud del Líbano declaró que un director de hospital y otras seis personas murieron en un ataque aéreo israelí en el noreste del Líbano y que otro ataque aéreo israelí mató a cinco paramédicos en el sur del Líbano. Al menos cuatro cascos azules italianos de la FINUL resultaron heridos a causa del impacto de dos cohetes de 122 milímetros —«probablemente disparados por Hezbolá o grupos afiliados»— en el interior de una base de la misión en la localidad libanesa de Shama, situada en el sur del país. Se trata del tercer ataque contra la base en Shama en apenas una semana.
23 de noviembre
Ese día, de madrugada, Israel lanzó un ataque aéreo contra el barrio de Basta al-Fawqas situado en el centro de Beirut, matando al menos a veintinueve personas e hiriendo a otras 66. El principal objetivo del ataque fue un edificio residencial de ocho plantas, si bien varios inmuebles adyacentes también sufrieron graves daños. Además Israel atacó varios puntos de sur de Líbano que provocaron otros 42 muertos y numerosos heridos. En total, según cifras del Ministerio de Salud del Líbano, ese día murieron 84 personas. Ese mismo día, Israel atacó el paso fronterizo de Jusiya, entre Siria y el Líbano, ataque que no provocó víctimas pero sí importantes daños materiales. Según el Ejército de Israel, Hezbolá utiliza el cruce fronterizo para el contrabando de armas desde Irán.
24 de noviembre
Hezbolá lanzó más de 340 cohetes y drones contra el norte y el centro de Israel en varias salvas durante el día. Según el Ejército de Israel, algunos de los cohetes fueron derribados mientras que otros impactaron en varias zonas del país, provocando al menos once heridos, incluido un hombre de 60 años en estado grave, y causando inportante daños materiales, en uno de los ataques más intensos del grupo libanés desde que comenzó el conflicto. Según Hezbolá los ataques iban dirigidos contra varios objetivos militares, incluida la base naval de Ashdod, en el sur de Israel, y una operación contra un «objetivo militar» en Tel Aviv y que eran en respuesta a los ataques israelíes en Beirut del día anterior que causaron al menos veintinueve muertos y numerosos heridos. Algunos de los cohetes alcanzaron la zona de Tel Aviv en el centro del país.
Un ataque aéreo israelí contra la base de Al Amiriya del Ejército del Líbano, situada en la carretera que enlaza las poblaciones de Qalila y Tiro, en el sur del país, mató a un militar libanés y otros dieciocho resultaron heridos, entre ellos «algunos de gravedad». Lo que eleva a cuarenta el número de soldados libaneses muertos desde que comenzó el conflicto en octubre de 2023. El ministro de Educación libanés, Abbas Halabi, anunció la suspensión, hasta «finales de diciembre», de las clases presenciales en Beirut, por los continuos bombardeos israelíes contra la ciudad.
25 de noviembre

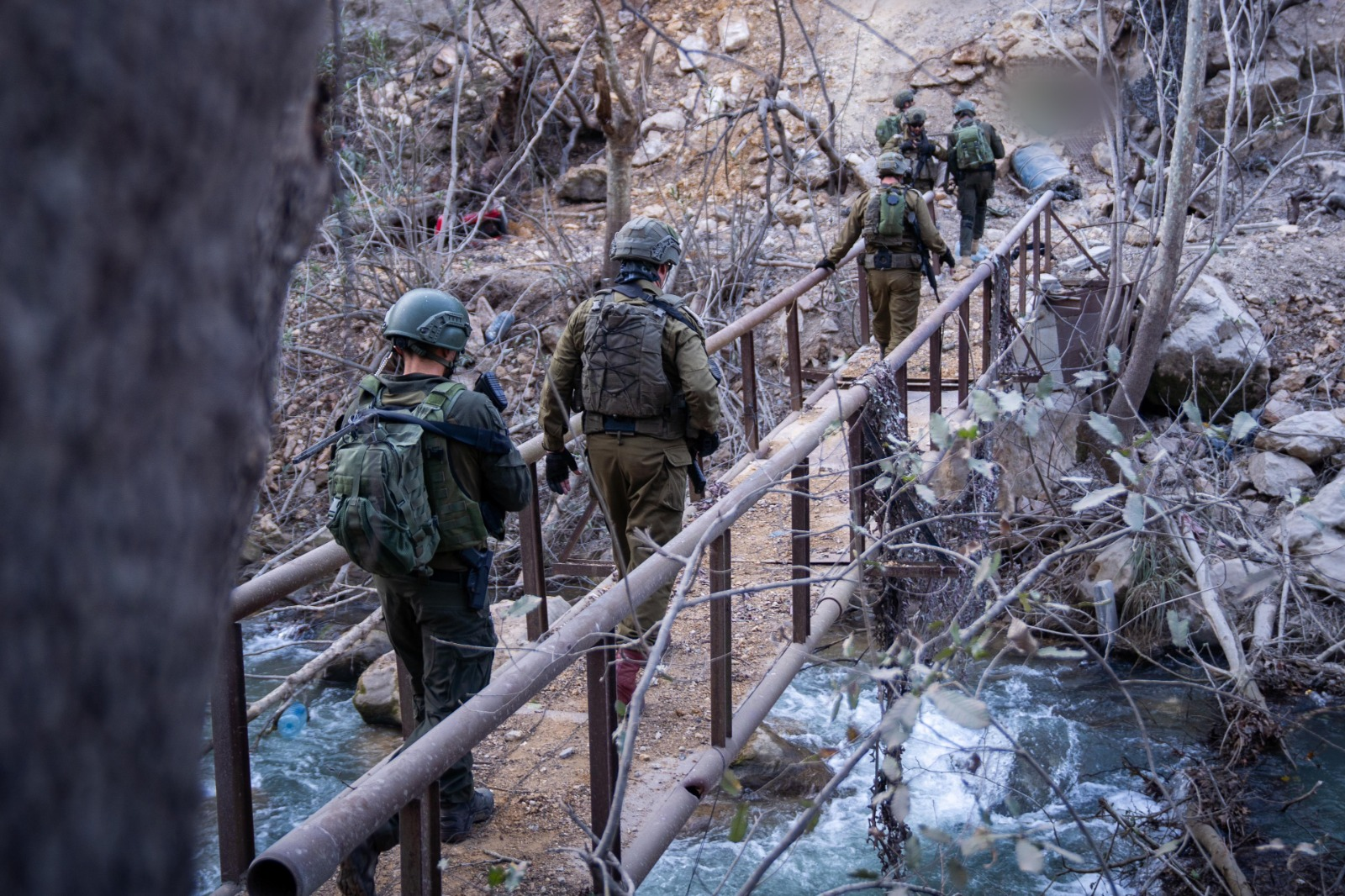
Soldados de las 91.ª División de las FDI operando en la zona de Uadi Saluki y el río Litani.

Al menos diez personas y murieron y otras diecisiete resultaron heridas en un ataque israelí contra la ciudad de Tiro, situada al sur del país. En total, ese día, murieron 31 personas y otras 62 resultaron heridas por los ataques del Ejército israelí contra distintos puntos de Líbano, especialmente en el sur del país.
26 de noviembre
Las tropas israelíes de las 91.ª División llegaron hasta el río Litani, en el área de Uadi Saluki (siendo la primera vez que las Fuerzas de Defensa de Israel (FDI) llegan hasta ese río desde el 2000), las FDI aseguraron que descubrieron «cientos de armas, infraestructura terrorista subterránea y docenas de lanzacohetes listos para disparar» también aseguraron haber entrado en «combate a corta distancia» con el grupo libanés. Tres edificios fueron destruidos en las afueras de la ciudad de Al-Qawzah, en el sector central del sur del Líbano.
El Ejército de Israel bombardeó los alrededores de un paso fronterizo en la frontera entre Siria y Líbano, hiriendo a dos civiles. Según las FDI el objetivo del ataque eran «ejes de tránsito del régimen sirio en la frontera entre Siria y Líbano que son usados para transferir armas a Hezbolá». Las FDI bombardearon el centro de Beirut tras emitir por primera vez órdenes para que la población evacuase varios edificios en esta parte de la capital. En los ataques murieron al menos tres personas y que otras diez resultaron heridas. En total, ese día, murieron 55 personas y otras 160 resultaron heridas. La mayoría de las víctimas se concentraron en la gobernación de Líbano Sur, donde treinta personas fallecieron y 84 resultaron heridas. las FDI informan que su defensa aérea derribo cinco cohetes disparados desde el Líbano contra la Galilea occidental, cinco cohetes más fueron derribos en Haifa.
El primer ministro de Israel, Benjamín Netanyahu, anunció en un discurso a la nación que habían alcanzado un principio de acuerdo de alto el fuego para el cese de las hostilidades entre el ejército israelí y Hezbolá, que entró en vigor a las 4:00 horas (hora local) del día siguiente. Los términos del alto el fuego establecieron la retirada completa de las tropas israelíes del sur del Líbano en un plazo de sesenta días y la vuelta a sus hogares de los desplazados por la invasión israelí y negociaciones entre Israel y Líbano sobre la demarcación de su frontera, que en la actualidad es una linde fijada por la ONU tras la guerra de 2006. Apenas unas horas después de entrar en vigor el alto el fuego, las FDI aseguraron que mantendrán su despliegue militar en el sur del país, de acuerdo a las disposiciones del acuerdo, y «prohíbe» a los residentes de las localidades que las FDI solicitaron evacuar regresar a sus hogares o hacia las fuerzas de las FDI en la zona hasta nuevo aviso.
27 de noviembre
El Ejército libanés anunció que estaba adoptando «las medidas necesarias» para desplegarse en el sur del país y llevar a cabo sus misiones en coordinación con la FINUL, en el marco de la resolución 1701. También solicitó a los ciudadanos del sur del país que «esperen antes de volver a las localidades situadas en la línea de frente, a la que las fuerzas del enemigo Israel han penetrado, de cara a su retirada en línea con el acuerdo de alto el fuego». En la misma línea se pronunció la FINUL que afirmó que ya habían comenzado a «ajustar» sus operaciones a esta «nueva situación» y prometieron «cooperará» con «todas las partes relevantes» para que este alto el fuego «funcione».
28 de diciembre
A pesar de que el alto el fuego ya estaba en vigor, Israel continuó su ofensiva y las FDI abrieron fuego contra al menos seis objetivos en el sur del Líbano. El ejército libanés afirmó que las FDI estaban violando el alto el fuego. Además, las FDI ordenaron a los ciudadanos libaneses que no se desplazaran al sur del río Litani. Las FDI atacaron un vehículo en el centro de la localidad libanesa de Markaba, situada al sur del país, tras el ataque los equipos de emergencia trasladaron a los dos heridos a un hospital cercano.
30 de noviembre
El Ejército de Israel anunció una nueva orden «urgente» dirigida a la población libanesa, a la que se le prohíbe desplazarse o volver a alrededor de medio centenar de aldeas y barrios «hasta nuevo aviso». Ese mismo día el Ministerio de Salud Pública de Líbano informó que al menos tres personas, incluido un menor de siete años, resultaron heridas en un ataque israelí cuando iban a bordo de un vehículo en la zona de Majdal Zoun, en el sur del país.

### Diciembre de 2024

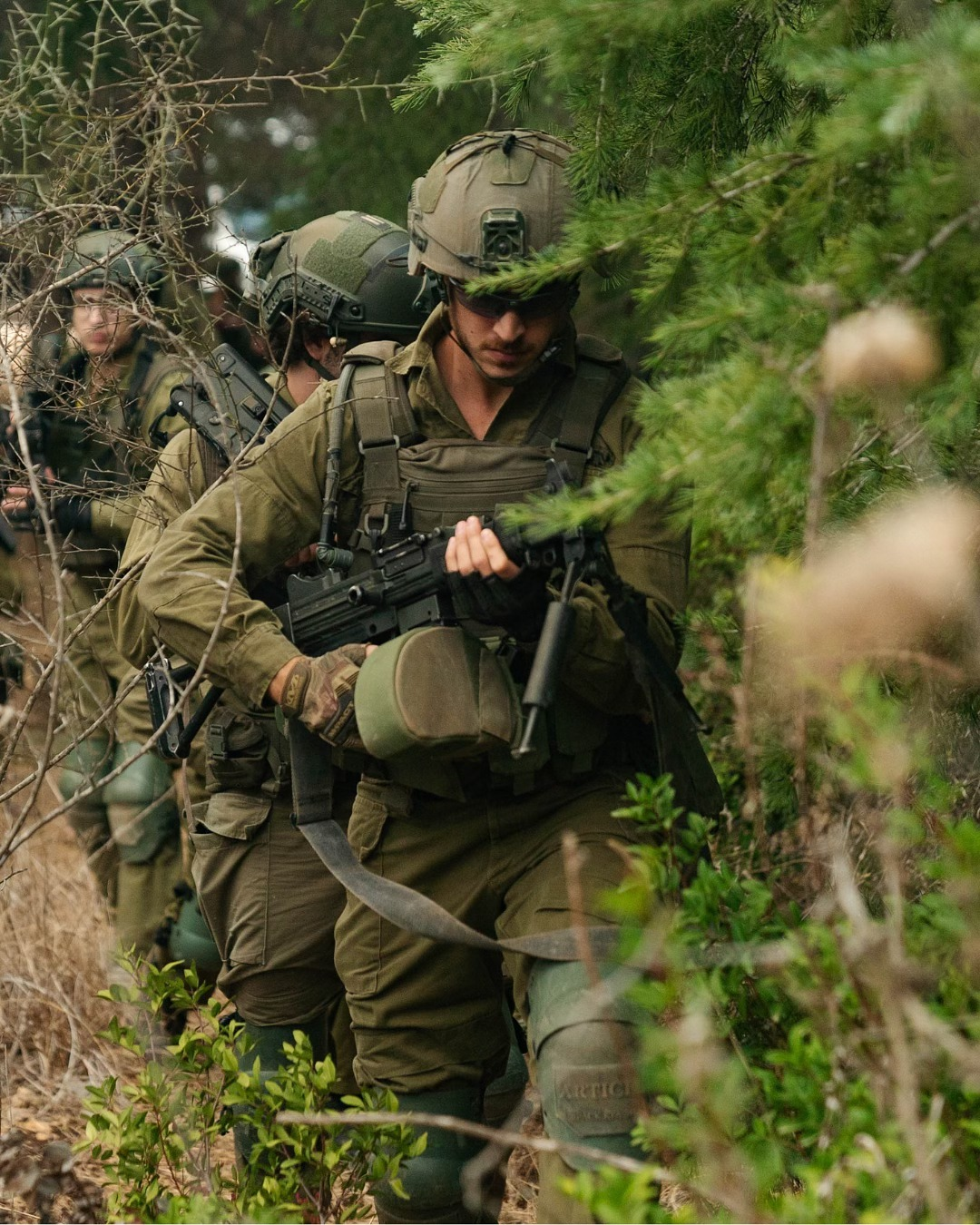
Soldados israelíes de las 6.ª Brigada operando en el sur del Líbano

El 1 de diciembre, el alto el fuego en el frente del Líbano se mantenía pese a diversas escaramuzas entre el ejército israelí y Hezbolá. El primero atacó cuatro zonas de la frontera sirio-libanesa, hiriendo a tres personas entre las que se encontraba un niño de siete años. Todos estos ataques se produjeron al norte del río Litani, por lo que golpearon zonas de las que Hezbolá no está obligado a retirarse según el acuerdo de alto el fuego.
El 2 de diciembre, al menos once personas murieron en Líbano a causa de los bombardeos realizados por Israel en respuesta a un ataque con morteros por parte del Hezbolá. Seis personas murieron en Haris y otras cuatro en Talloussah. Por su parte el grupo libanés atacó una posición militar israelí en las colinas de Kfar Chouba, en las Granjas de Shebaa, tras las denuncias de la formación y de las autoridades libanesas sobre varios bombardeos de Israel durante los días previos.
El 5 de diciembre, Naim Qassem, líder de Hezbolá denunció que las Fuerzas de Defensa de Israel (FDI) habían cometido más de 60 violaciones del acuerdo de alto el fuego alcanzado entre las partes a mediados de mes.
El 7 de diciembre, al menos cinco personas murieron en el Líbano a causa de los bombardeos israelíes: un supuesto miembro de Hezbolá murió en un ataque de las FDI y otras cuatro personas fallecieron en un ataque israelí contra un edificio en Beit Lif, en el que otras seis personas resultaron heridas. Todas las víctimas eran civiles. Al día siguiente, tres milicianos de las Águilas del Torbellino (brazo armado del Partido Social Nacionalista Sirio) murieron en el sur del Líbano «mientras confrontaban a las fuerzas israelíes».
El 9 de diciembre, cuatro soldados israelíes murieron en un accidente al sur del Líbano al explotar unas minas dejadas por otros soldados israelíes en un túnel en el que se encontraban, que hicieron estallar un alijo de armas de Hezbolá que hizo que el túnel entero cayese sobre ellos.
El 12 de diciembre, dos milicianos del Partido Social Nacionalista Sirio (PSNS) murieron en combates a corta distancia con las fuerzas israelíes en el sur del Líbano según anuncio el PSNS. El 16 de diciembre. las FDI anunciaron la retirada de la 98.º División —una de las tres divisiones que Israel utilizó en la invasión del país— del sur de Líbano y se dirigirá hacia la Franja de Gaza, donde los combates con Hamás aún continúan.
El 17 de diciembre, un dron israelí atacó un automóvil en Majdal Zun, hiriendo a dos personas. Israel también demolió casas en Naqoura. La ciudad de Kfar Kila fue completamente destruida por las FDI, mientras que Halta y Shebaa fueron atacadas por la artillería israelí. Según la agencia de noticias Anadolu Israel violó el alto el fuego doce veces, lo que eleva el número total de violaciones a 248, con treinta muertos y treinta y seis heridos tras el alto el fuego. Al día siguiente, un grupo de colonos israelíes intentó cruzar la Línea azul y establecer un asentamiento en la aldea libanesa de Maroun al-Ras, pero fueron dispersados por las FDI, no porque estuvieran intentando establecer un asentamiento, sino porque el área era una zona militar cerrada.
El 20 de diciembre, la agencia de noticias libanesa, National News Agency (NNA) denunció que Israel violó el alto el fuego seis veces, volando drones cerca de Tiro y bombardeando Alma al-Shaab cerca de la frontera, también bombardearon casas en Tayr Harfa y demolieron varias casas en la localidad de Naqoura. Lo que hace que el número total de violaciones israelíes del alto el fuego, desde el 27 de noviembre, sea de 259, con treinta y una personas asesinadas y otras treinta y nueve heridas durante dichas violaciones.
El 26 de diciembre, la FINUL denunció la continuada destrucción causada por las Fuerzas de Defensa de Israel (FDI) en zonas residenciales, tierras agrícolas y redes de carreteras en el sur de Líbano a pesar de la entrada en vigor de un alto el fuego el 27 de noviembre. Lo que según dijo era una clara violación de la resolución 1701.

### Enero de 2025

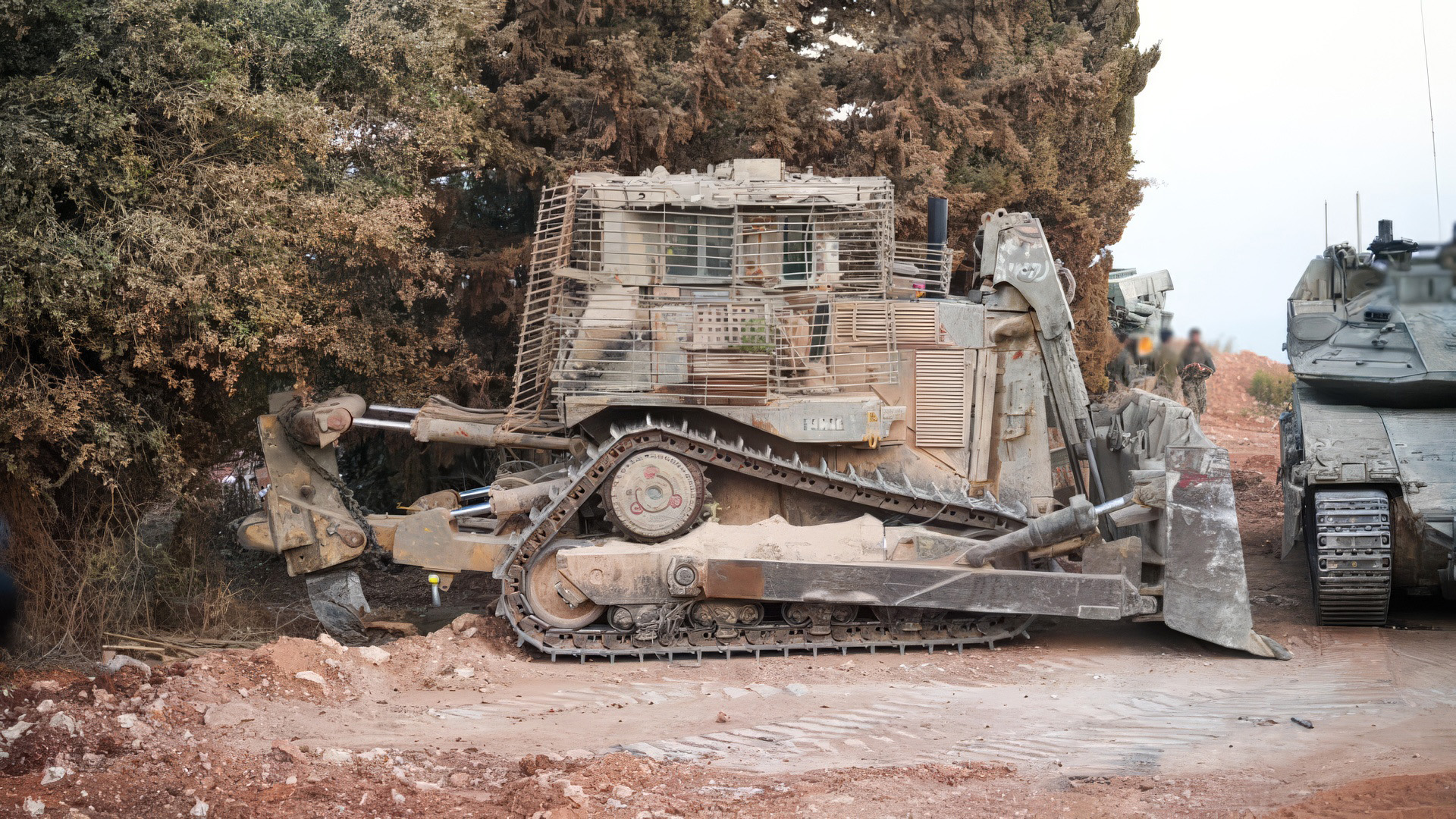
Un bulldozer israelí de la 7.º División Blindada

El 3 de enero, la ONU pidió a Israel que se retire del sur del Líbano de acuerdo con las condiciones estipuladas en el acuerdo de alto el fuego, cosa que aún no ha hecho. Al día siguiente, la FINUL denunció que una excavadora israelí destruyó de forma «deliberada y directa» un jalón fronterizo de propiedad claramente identificable de la FINUL y un puesto de observación del Ejército libanés en el lado libanés de la frontera, lo que constituye una flagrante violación de la Resolución 1701 y del Derecho Internacional. Las FDI anunciaron que planeaban renovar su ofensiva durante al menos 30 días después de que expire el alto el fuego de 60 días, afirmando que buscarán ocupar todo el territorio al sur del río Litani, si el ejército libanés no desaloja a Hezbolá de sus posiciones en el sur del Líbano.
El 10 de enero, la Agencia Nacional de Noticias libanesa dijo que «un avión no tripulado israelí atacó un vehículo en Tayr Dibba», una localidad situada cerca de la ciudad costera de Tiro, a unos 20 kilómetros de la frontera israelí. El ejército israelí dijo que atacó un camión que transportaba armas. En el ataque murieron al menos cinco personas, incluidos dos miembros del Movimiento Amal, y cuatro más resultaron heridas.
El 12 de enero, Israel bombardeó la localidad de Aita al Shaab, al sur del Líbano. Por otra parte, tras la retirada israelí de varias localidades de la región de Tiro, se encontraron dieciséis cadáveres bajo los escombros.  Al día siguiente Israel continuó bombardeando supuesto objetivos de Hezbolá. Según las FDI entre los objetivos atacados se encuentra «un sitio de lanzamiento de cohetes, un sitio militar y cruces en la frontera con Siria para transferir armas». Por su parte la agencia de noticias libanesa NNA informó de ataques israelíes a las afueras de la ciudad de Yanta, en la región de Baalbek, en el oeste del país, así como en Jumin al Fawq y Deir al Zahrati, una zona situada sobre el río Litani.
El 22 de enero, las FDI iniciaron una incursión en la zona del monte Dov, en el sur de Líbano, con el objetivo de «eliminar amenazas y limpiar la zona de armas e infraestructuras enemigas». Según dijeron en el curso de dicha incursión localizaron «numerosas armas», así como lanzamisiles y proyectiles orientados hacia territorio israelí.
El 23 de enero, Hezbolá amenazó con romper el acuerdo de alto el fuego si Israel no se retira de territorio libanés antes del domingo 26 de enero, tal y como está fijado en el acuerdo de alto el fuego. Hezbolá hizo esta declaración después de que medios israelíes informaran que Israel pretendería ampliar al plazo para seguir ocupando una parte de los territorios del sur Líbano, para continuar con sus operaciones para desarmar y desarticular la infraestructura de Hezbolá.
El 26 de enero, día que terminaba el plazo para que las tropas israelíes evacuaran sus posiciones en el sur del Líbano, 24 desplazados libaneses murieron, incluidos seis mujeres y un militar libanés, y cerca de 135 resultaron heridos, entre ellos nueve niños y un trabajador sanitario, por disparos de las fuerzas israelíes cuando trataban de acceder a sus localidades de origen aún ocupadas en el sur del país. Según informó el Ministerio de Salud del Líbano, los ataques mortales tuvieron lugar en Kfar Kila, Hula, Meis el Yabal, Blida, Adaisé y en Dhaira donde murió el militar «como resultado de los disparos del enemigo israelí en el contexto de sus continuos ataques contra ciudadanos y personal del ejército en las zonas fronterizas del sur».
El Gobierno de Israel ya advirtió el viernes, 24 de enero, que no se retirara del sur del Líbano, cuando se cumple el plazo de 60 días para abandonar la zona, ya que asegura que las fuerzas libanesas no han completado su despliegue en la zona. En respuesta, Hezbolá advirtió que retomará las acciones militares contra Israel a partir del domingo, centrándose en la región del monte Dov, en el sur de Líbano. Por su parte la ONU y la FINUL, emitieron un comunicado conjunto en el que lamentaban que los plazos previstos en el acuerdo de alto el fuego «no se han cumplido».
El 27 de enero, la Presidencia estadounidense anunció oficialmente que el plazo para la retirada israelí del sur de Líbano se ampliaba hasta el 18 de febrero. El Ministerio de Sanidad libanés informó que dos personas habían muerto y otras diecisiete habían resultado heridas, incluidos un niño y un trabajador sanitario, por disparos de las FDI contra ciudadanos libaneses que intentan regresar a sus localidades de origen, lo que eleva el número de fallecidos por disparos israelíes en los últimos dos días a 26 y 137 los heridos. Los militares israelíes aún mantenían su presencia en Hula, Meis el Yabal, Yarín, Wazani, Ain Arab, Markaba, Bani Hayan, Kfar Kila, Reb el Zalatín y Dhaira, a la espera de que el Ejército libanés se despliegue en estas localidades.
El 28 de enero, dos bombardeos israelíes contra las localidades libanesas de Nabatiye y Zawtar dejaron 24 heridos. El primer ministro del Líbano, Najib Mikati, condenó los ataques, calificándolos de «otra violación de la soberanía libanesa y una flagrante violación del acuerdo de alto el fuego». Mientras que Avichay Adraee, portavoz de las FDI, confirmó los ataques y dijo que tenían como objetivo vehículos de Hezbolá que transportaban armas. Ai día siguiente un nuevo bombardeo israelí contra una columna de civiles en Majdal Selm, en el sur del Líbano, provocó al menos cinco heridos.
El 31 de enero, un bombardeo israelí contra la localidad libanesa de Janta, situada en la frontera con Siria, dejó dos muertos y diez heridos. El Ejército israelí confirmó los ataques y aseguró que eran contra supuestos objetivos de Hezbolá en el valle de la Becá.

### Febrero de 2025
El 3 de febrero, las FDI aseguraron que sus tropas desplegadas en el sur de Líbano llevaron a cabo varias operaciones en las que destruyeron un supuesto almacén de armamento y se incautaron de una gran cantidad de equipo militar, «eliminado a varios terroristas de Hezbolá». La Defensa Civil libanesa recuperó los cuerpos de cuatro personas desaparecidas, en la localidad de Jiam, en la gobernación de Nabatiye, en el sur del país, durante las labores de búsqueda y rescate después de la retirada de las tropas israelíes de la localidad.
El 8 de febrero, las FDI bombardearon a «miembros de Hezbolá» en la zona fronteriza entre Líbano y Siria, provocando al menos seis muertos y dos heridos, lo que supone una nueva violación del acuerdo de alto el fuego que las partes firmaron el 26 de noviembre. Además las fuerzas militares israelíes prendieron fuego a varias viviendas de Adaisé, una localidad del distrito de Maryayún y un dron israelí lanzó una granada aturdidora contra vecinos de Aita el Shaab, en Bint Yebeil, sin causar víctimas.
El 13 de febrero, el Ejército de Israel bombardeó supuestos objetivos del partido-milicia chií libanés Hezbolá que según dijeron «contenían armas y lanzacohetes». Por su parte, la agencia de noticias libanesa NNA informó que los cazas israelíes habían lanzado tres ataques entre las ciudades de Zebqine y Yater, a unos seis kilómetros de distancia y cerca de la frontera con Israel.
El 15 de febrero, un ataque de un dron israelí contra un coche en Yaryú, en el sur de Líbano, mató a dos personas y dejó otras cuatro heridas, incluidas tres mujeres. Según medios de comunicación israelíes el ataque tenía como objetivo un miembro de la Unidad 127 de Hezbolá responsable del lanzamiento de un dron contra territorio israelí la semana pasada.
El 18 de febrero, día en que las FDI debían completar su retirada de las localidades del sur del Líbano que aún ocupaban, Israel anunció que mantendría cinco puestos de avanzada en el sur del Líbano, a lo largo de la frontera, después de retirar la mayoría de sus tropas. El gobierno libanés declaró que no toleraría que las tropas de las FDI, a las que definió como tropas de ocupación, permanecieran en el país y anunció que reclamará al Consejo de Seguridad de Naciones Unidas que actúe para lograr la «retirada inmediata» de dichas tropas. Los cinco puestos que Israel quiere mantener bajo su control se encuentran cerca de Labuné, Ramiyé, Aitarún, Jiam y en la carretera que une Markaba y Hula. Además la Defensa Civil de Líbano anunció que habían recuperado veintitrés cuerpos —catorce cuerpos en Meis el Yabal, tres en Markaba, otros tres de Kfar Kila y tres más en Adaisse— tras la retirada del Ejército israelí.
El 23 de febrero, el Ejército de Israel, llevó a cabo varios ataques contra, lo que afirmaron que eran, posiciones e infraestructura de Hézbolá. La agencia oficial de noticias libanesa, NNA, informó que una niña resultó herida en uno de estos ataques, ocurrido entre las poblaciones de Qlaila y Samaiyeh, cerca de Tiro. Ese mismo día tuvo lugar el funeral por los líderes de Hezbolá Hasán Nasralá y Hashem Safiedín.

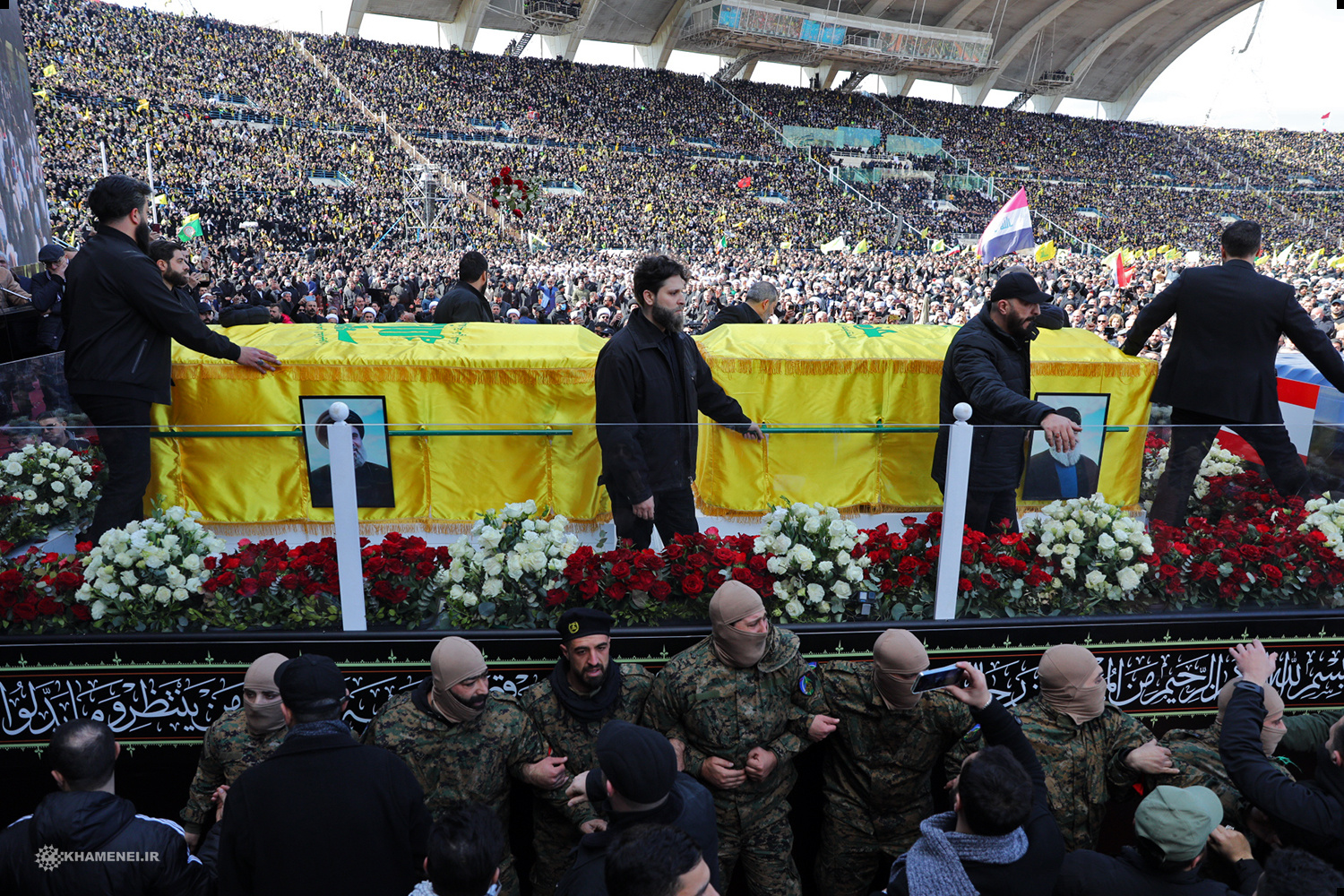
Féretros con los restos mortales de Nasralá y Safiedín durante su funeral

El 28 de febrero, al menos una persona falleció y otras dos resultaron heridas en un ataque con un dron del Ejército de Israel contra un vehículo en la ciudad de Hermel, en el noreste de Líbano y cerca de la frontera con Siria. La agencia de noticias libanesa NNA también informó de ataques en otros puntos del país, como el municipio meridional de Deir Qanoun En Nahr, ubicado en el distrito de Tiro.

### Marzo de 2025
El 6 de marzo, el Ejército de Líbano denunció los continuos ataques «por tierra, mar y aire» «del enemigo israelí» contra territorio libanés en las últimas semanas, los últimos de los cuales son una serie de operaciones dirigidas contra ciudadanos del sur y del valle de la Becá, lo que representa una violación del acuerdo de alto el fuego. Ese mismo día, por la noche, las fuerzas israelíes lanzaron una serie de ataques aéreos en las regiones del valle de Zebqin y entre Aita al Yabal y Beit Yahún, así como en varias zonas en torno al río Litani, a las afueras de Al Aishiyé y entre Ansar y Al Zarariyé, en Tebna y en Al Hamdaniya, entre las localidades de Kafrua y Azza. El Ejército libanés denunció que estos ataque representaban una violación de la soberanía libanesa y del alto el fuego.
El 10 de marzo, el Ejército libanés denunció que el día anterior las FDI hirieron en un pie y después trasladaron a los territorios palestinos ocupados a un militar libanés cuando iba vestido de civil en una motocicleta a visitar a unos parientes. Además militares israelíes abrieron fuego contra los asistentes a un funeral por 25 fallecidos durante la guerra en Kfar Kila. Una mujer y un hombre resultaron heridos y un militar fuera de servicio resultó herido grave y después de ser hospitalizado falleció. El soldado libanés apresado por Israel fue liberado el 13 de marzo.
El 22 de marzo, las FDI interceptaron tres cohetes lanzados desde el Líbano hacia Metula. Según las autoridades israelíes se lanzaron seis cohetes pero tres de ellos aparentemente no alcanzaron Israel. El Ejército libanés indicó que habían localizado y desmantelado tres primitivas lanzaderas de madera y asegurado a Israel que estaban haciendo todo lo posible para garantizar la seguridad en la zona. El Ministerio de Salud de Líbano confirmó dos fallecidos, entre ellos una niña, y otras ocho personas, incluidos dos niños, resultaron heridas en un ataque aéreo israelí sobre Toulin, en el municipio septentrional de Nabatiye. Mientras que el alcalde de la localidad creía que los ataques israelíes podrían haber dejado hasta cuatro fallecidos. Además se informó de un muerto y tres heridos en la localidad de Qlaylé y otro fallecido en la región de Tiro. Así como de varios heridos en Hoch el Sayed, en el valle de la Becá, donde la aviación israelí atacó Sariin, en la frontera con Siria.
Las FDI afirmaron que atacaron docenas de lanzacohetes de Hezbolá y un centro de mando utilizado por el grupo como respuesta al lanzamiento de cohetes. Hezbolá negó su responsabilidad en el ataque y acusó a Israel de buscar «un nuevo pretexto para proseguir con sus ataques contra Líbano, que no han cesado desde el anuncio del alto el fuego».

### Abril de 2025
El 1 de abril, un bombardeo israelí sin previo aviso contra un edificio residencial en el barrio de Dahieh en Beirut mató a Hasán Bdair, miembro de Hezbolá y la Fuerza Quds, y a otras tres personas, incluida una mujer. Otras siete personas resultaron heridas. Se trata del segundo ataque contra la capital libanesa desde que se firmó el acuerdo de alto el fuego a finales del pasado noviembre.
Para el 12 de abril, Hezbolá había desmantelado en gran medida su presencia militar en el sur del Líbano, entregando el control de 190 de las 265 posiciones militares que tenía antes de la guerra al ejército libanés. La medida cumple con el acuerdo de alto el fuego negociado por Estados Unidos a partir de noviembre de 2024, que requiere que Hezbolá se reposicione al norte del río Litani y el despliegue de alrededor de 5000 tropas libanesas al sur. Con el objetivo de aliviar las tensiones en la frontera entre Israel y Líbano y apoyar el regreso de los residentes desplazados, la retirada implicó la evacución de armamento pesado, aunque algunos combatientes locales siguen con armamento ligero. Observadores internacionales siguen vigilando la frágil situación para garantizar el cumplimiento del acuerdo.
El ministro de defensa israelí, Israel Katz, declaró el 16 de abril de 2025 que las fuerzas israelíes permanecerían indefinidamente en las «zonas de seguridad» que «despejaron y tomaron» en Líbano, Gaza y Siria, como «una zona de amortiguación entre el enemigo y las comunidades [israelíes]». En ese momento, aunque las fuerzas israelíes se habían retirado de las aldeas del sur del Líbano, continuaban su presencia en «cinco puntos estratégicos dentro del Líbano», a lo largo de la frontera entre ambos países. 

## Víctimas

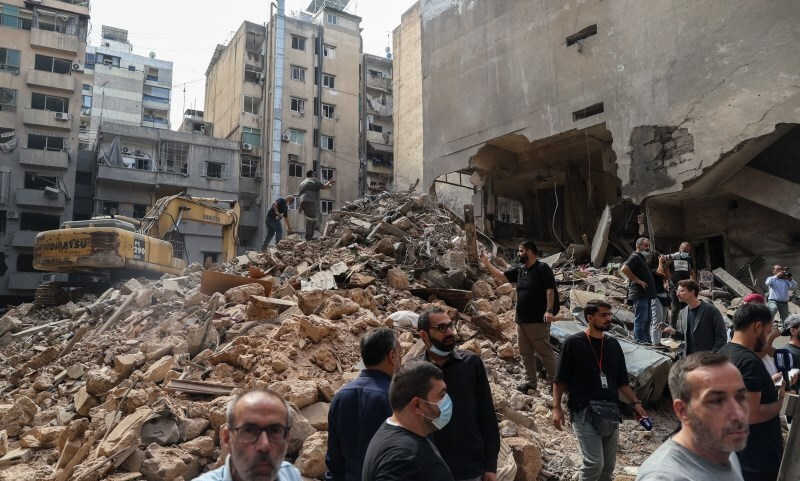
Secuelas del ataque israelí contra el barrio de Bachoura en el centro de Beirut del 10 de octubre de 2024

Según cifras del Ministerio de Salud del Líbano, a fecha de 4 de diciembre de 2024 los ataques israelíes contra Líbano habían matado a 4047 personas desde el 8 de octubre de 2023, incluyendo 316 niños y 790 mujeres, y 16 638 heridos, incluidos 2522 mujeres y más de 1250 niños. Más de 222 miembros del personal médico y de emergencias también murieron, 330 resultaron heridos. Además, más de 250 ambulancias habían sido alcanzadas por los ataques israelíes, mientras que más de 130 instalaciones sanitarias resultaron dañadas. El ministro de Salud libanés, Firass Abiad, también dijo que se habían registrado 67 ataques israelíes contra hospitales, cuarenta de ellos fueron atacados directamente y otros siete se vieron obligados a cerrar. Además alrededor de 1,3 millones de personas tuvieron que abandonar sus hogares por la oleada de bombardeos israelíes y huir especialmente hacia Beirut y otras zonas situadas más al norte del país, de ellos unos 469 000 personas cruzaron la frontera hacia Siria y unas 25 000 personas que han llegado desde Líbano a Irán. Según el Fondo de Naciones Unidas para la Infancia (UNICEF) de estos refugiados unos 400 000 son niños.
El 22 de noviembre de 2024, el representante de la Organización Mundial de la Salud (OMS) en Líbano, Abdinasir Abubakar, indicó en una rueda de prensa que hasta entonces se había confirmado la muerte de 226 trabajadores sanitarios y otros 199 habían resultado heridos por los ataques ejecutados por el Ejército de Israel desde el 8 de octubre de 2023. También explicó que hasta la fecha se habían registrado 127 ataques contra instalaciones sanitarias y que uno de cada diez hospitales han cerrado o han tenido que reducir sus funciones.
Según las FDI desde el inicio de las hostilidades el 8 de octubre de 2023, alrededor de 3800 combatientes de Hezbolá habían muerto, incluidos 2672 que murieron durante la invasión del Líbano y 44 desde que se alcanzó un acuerdo de alto el fuego el 26 de diciembre. También estimaron que al menos 7000 milicianos de Hezbolá sufrieron heridas de mayor o menos gravedad que les impidieron luchar. Según las autoridades israelíes los ataques de Hezbolá habían matado a 45 civiles en el norte de Israel y en los Altos del Golán ocupados por Israel, y al menos 73 soldados israelíes habían muerto en el norte de Israel, los Altos del Golán y en combate en el sur del Líbano.
El 27 de noviembre, Hezbolá publicó una infografía mostrando las especificaciones de sus operaciones entre el 17 de septiembre de 2024 y el 27 de noviembre de 2024 durante lo que llamaron como la «batalla de Aul al-Bas». En ese periodo, Hizbulá realizó, supuestamente, 1666 operaciones militares que infringieron 130 muertos y más de 1250 heridos contra Israel. Con respecto al material del ejército israelí que fue objetivo de ataques, el grupo político-militar libanes afirma haber atacado: 76 vehículos militares, 55 centros de comando, 32 piezas de artillería, 17 fábricas y compañías militares, catorce campos de entrenamiento, Hezbolá también afirma haber realizado diez operaciones dirigidas a bases aéreas, nueve contra drones, cuatro contra tiendas militares, ocho contra zanjas y fortificaciones cuatro contra tiendas militares, una contra un taller militar y dos contra equipos técnico. Además Hizbulá afirmó que el número de asentamientos evacuados alcanzó más de cien, y el número de «colonos desplazados» alcanzó más de 300.000, mientras que el radio de la zona evacuada alcanzó los treinta kilómetros, y la profundidad del área de sus ataques alcanzó los 150 kilómetros.
En agosto de 2025, el líder de Hezbolá, Naim Qassem, dijo que 5000 combatientes de Hezbolá murieron y 13 000 resultaron heridos en los combates. Pero afirmó que la organización seguía funcionando correctamente, con combatientes dispuestos a hacer «los sacrificios más duros» si fuera necesario.

## Actuación del Ejército libanés

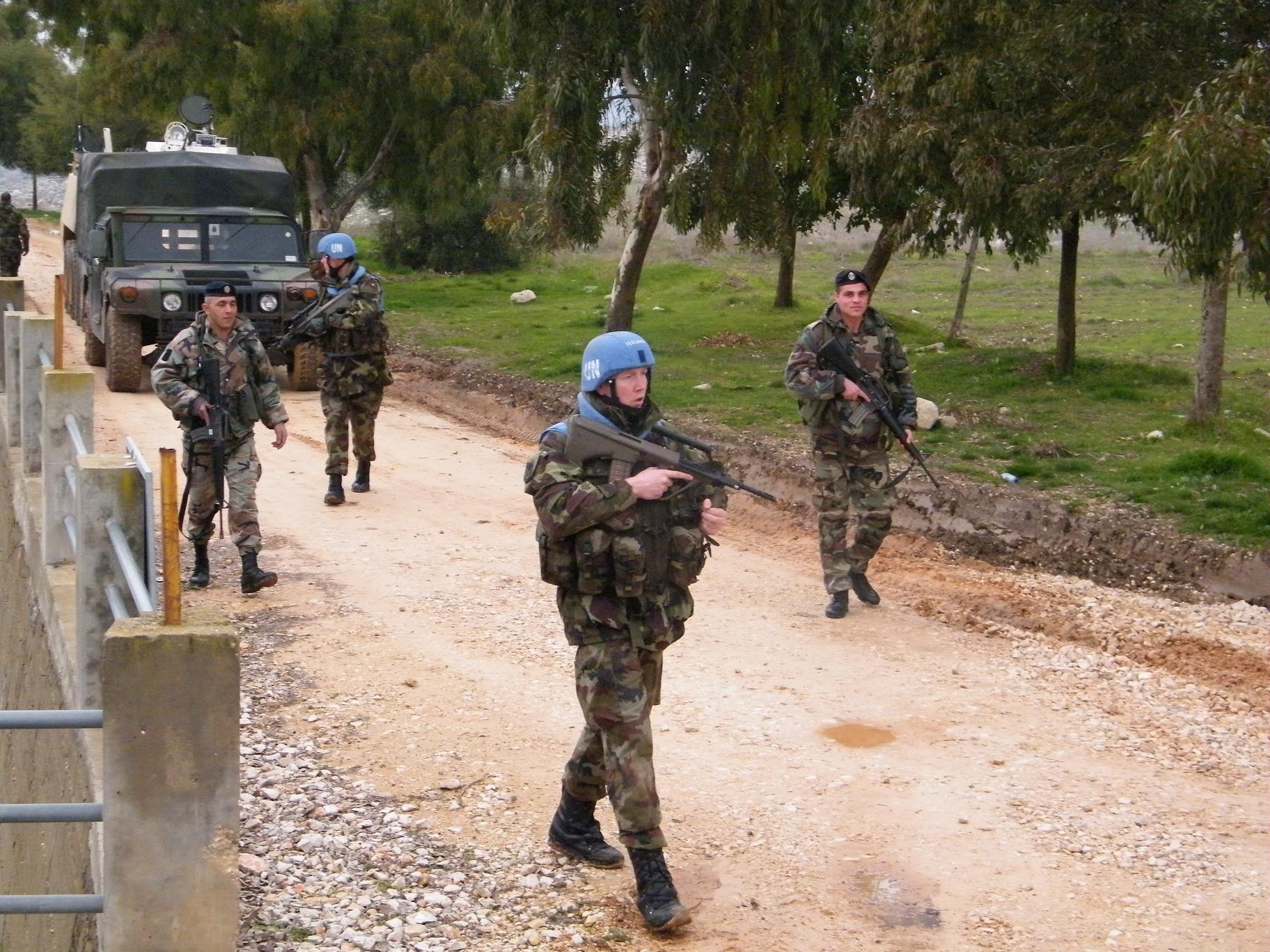
Patrulla conjunta de las Fuerzas Armadas del Líbano y la FINUL a lo largo de la Línea Azul en 2012

El Gobierno del Líbano y las Fuerzas Armadas del Líbano (FAL) emitieron una declaración en la que afirmaban que no se involucrarían en el conflicto entre Israel y Hezbolá, tras una reunión entre el comandante de las Fuerzas Armadas Libanesas Joseph Aoun y el presidente del Parlamento Nabih Berri. Las FAL retiraron parte de su personal de los puestos de observación a lo largo de la línea azul, sin embargo, a pesar de ello, no han dado ninguna intención de retirarse del territorio al sur del río Litani y han declarado que «responderán al fuego israelí sobre sus posiciones». El primer ministro del Líbano, Najib Mikati, ofreció desplegar las Fuerzas Armadas Libanesas a lo largo de la Línea Azul si Hezbolá se retira al río Litani.
Foreign Policy informó que «funcionarios militares libaneses y occidentales, así como políticos y notables locales» declararon que las Fuerzas Armadas Libanesas se mantendrían al margen del conflicto «tanto como sea posible» debido a las preocupaciones de que el Ejército libanés no tenga la capacidad de ganar, o incluso de participar de manera creíble en los combates, ya que sólo cuentan con 70.000 soldados, muchos de los cuales también trabajan en otros empleos, carecen de aviones de combate y sólo poseen tanques obsoletos. En cambio, las FAL se están centrando en ser una «fuerza policial» para mantener en paz a las distintas facciones internas del Líbano mientras Hezbolá e Israel luchan. Además, no tienen intención de aliarse con Hezbolá, ya que eso haría que cesaran todos los envíos de armas occidentales, ya que Hezbolá es reconocido por los proveedores de armas como una organización terrorista. Sin embargo, las Fuerzas Armadas Libanesas corren el riesgo de perder la posición de «único defensor legítimo del Líbano» ante Hezbolá si permanecen fuera del conflicto, lo que sólo fortalecería el apoyo interno de Hezbolá en el Líbano.

## Evacuaciones

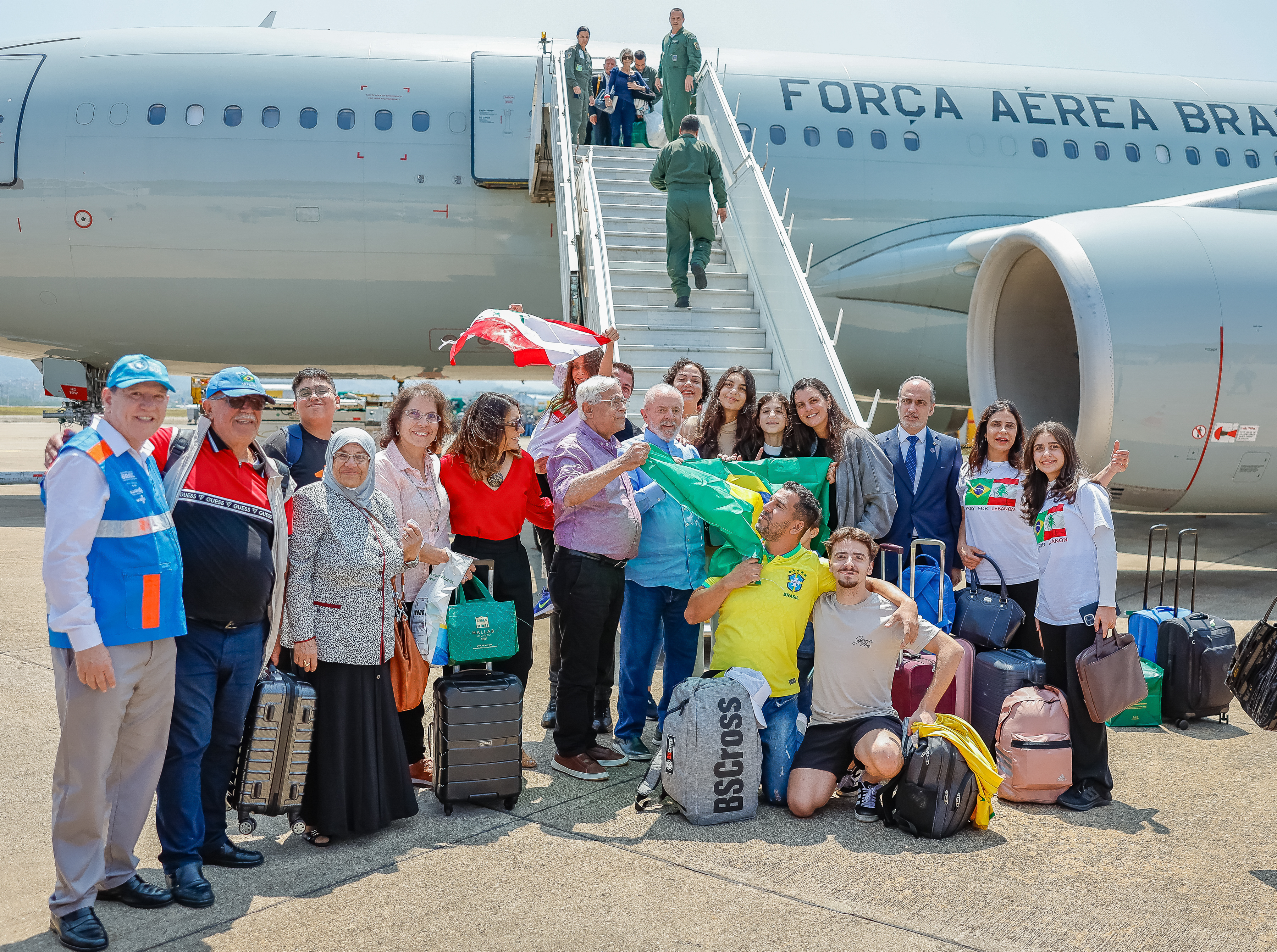
El presidente Lula da Silva recibe a ciudadanos brasileños repatriados desde el Líbano el 6 de octubre de 2024. Brasil tiene el mayor número de descendientes y expatriados libaneses del mundo.

Desde el inicio de la escalada del conflicto entre Israel y Hezbolá, muchos países han pedido a sus ciudadanos que abandonen el Líbano y/o han comenzado a evacuarlos, como Australia, Canadá, Colombia, Brasil, Francia, Alemania, Italia, Turquía, el Reino Unido y los Estados Unidos.
En el caso de Estados Unidos, la Embajada de ese país en Beirut anunció el 27 de septiembre de 2024 que «no estaba evacuando a ciudadanos estadounidenses en este momento». En respuesta, la representante estadounidense Rashida Tlaib afirmó que el Departamento de Estado estaba «dejando atrás a los estadounidenses y no protegiendo a sus propios ciudadanos». Después de que el gobierno de Estados Unidos anunció un primer vuelo, Al Jazeera escribió: «El portavoz del Departamento de Estado, Matthew Miller, dijo que el vuelo transportaba a 100 ciudadanos estadounidenses, una pequeña fracción de los casi 6000 estadounidenses que se han comunicado con la embajada de Estados Unidos en busca de información y ayuda». Los libaneses-estadounidenses presentaron una demanda colectiva contra el Departamento de Estado con la esperanza de acelerar la evacuación.
La evacuación se ha llevado a cabo mediante el uso de aviones militares de los diferentes países, vuelos chárter o rutas marítimas a través de Chipre. A partir del 5 de octubre de 2024, muchas aerolíneas han cerrado indefinidamente sus servicios en el Aeropuerto Internacional Rafic Hariri de Beirut debido a los ataques aéreos israelíes que afectan a las zonas cercanas, aunque Middle East Airlines del Líbano y otras aerolíneas regionales como Iraqi Airways y Saudi Arabian Airlines continuaron operando con relativa normalidad.

## Análisis de la prensa
Al escribir para The Guardian, Andrew Roth evaluó que la invasión mostró la voluntad de Israel de ignorar a su principal aliado, Estados Unidos, y la falta de influencia de este último sobre el gobierno de Netanyahu. Aaron David Miller, miembro sénior del Carnegie Endowment for International Peace, afirmó que esto se debió en parte a que los demócratas intentaron evitar criticar a Netanyahu antes de las elecciones presidenciales de Estados Unidos. Varios analistas creen que Netanyahu tiene un plazo limitado antes de las elecciones estadounidenses para atacar a los representantes iraníes en la región. Periodistas del ITV News, The Washington Post y Politico coincidieron en que la invasión puso de relieve la menguante influencia que tiene el gobierno de Estados Unidos sobre Israel.
Según Stephen Collinson de CNN, existe una sospecha de larga data entre los observadores en Washington de que Netanyahu tiene un fuerte interés personal en continuar la guerra para compensar su fracaso en prevenir los ataques del 7 de octubre y retrasar los procedimientos legales en curso en su contra por soborno, fraude y violación de la confianza pública.
Según Karim Emilie Bitar, profesor de relaciones internacionales en la Universidad Saint Joseph de Beirut, los ataques aéreos de las FDI fuera del sur del Líbano tienen como objetivo fomentar el conflicto civil entre las distintas comunidades del Líbano. Los métodos de Israel fueron recibidos con críticas internamente, y los medios locales se quejaron de que 50 000 soldados israelíes no pudieron tomar ni una sola aldea y se empantanaron contra Hezbolá, sin lograr ningún avance. Además, las bajas israelíes en octubre fueron tan altas que la radio israelí se refirió al hecho como «Octubre Negro».

### Ataque israelíes contra la FINUL
Varios analistas creen que los repetidos ataques de Israel contra la FINUL tienen la intención de expulsar a dicha organización del sur del Líbano. Según Le Monde, estos ataques son del mismo orden que los dirigidos contra la UNRWA y la negativa a recibir a António Guterres, secretario general de las Naciones Unidas, en Israel: forman parte de una política general hostil hacia la ONU. Según los politólogos V. Newby y Ch. Ruffa, en The Conversation, el objetivo de Israel —que ejerce una fuerte presión para lograr la salida de la FINUL— podría ser una ocupación militar del sur del Líbano, como la que implementó el Estado hebreo durante 22 años, entre 1978 y 2000. El número de más de 15 000 soldados israelíes desplegados en el Líbano en octubre de 2024 no se ajusta al objetivo declarado de una incursión «limitada y selectiva».

### Capacidades de Hezbolá
Antes de la invasión terrestre, el Instituto para el Estudio de la Guerra (ISW) señaló el 28 de septiembre que si bien los ataques israelíes provocaron una «parálisis organizativa temporal» y un cierto «desorden interno», Hezbolá «debería ser capaz de superar esta perturbación, si se le da el tiempo y el espacio para hacerlo» y además, que los comandantes de Hezbolá asesinados «tienen adjuntos que, en principio, deberían poder desempeñar esas funciones y ayudar a la organización a recuperarse» a pesar de las «circunstancias difíciles». El ISW calificó el daño causado a la dirigencia de Hezbolá como «de corto plazo» y un «efecto temporal» si se le da la oportunidad de reconstituirse.
El Instituto para el Estudio de la Guerra informó el 5 de octubre que las capacidades de Hezbolá pueden no haberse degradado tanto como se pensaba anteriormente, a pesar del extenso asesinato selectivo israelí de sus comandantes y la probable reducción de la eficacia de combate de algunas de sus fuerzas. El informe afirmaba que Hezbolá ha mantenido la mayor parte de sus fuerzas en posiciones más profundas en el interior del Líbano, mientras que sólo realizaba ataques de contacto limitado contra las fuerzas israelíes en las líneas del frente, y concluyó que el grupo «mantiene un mando y control efectivos al menos a nivel táctico y posiblemente superior».
Daniel Byman, que escribe para el Centro de Estudios Estratégicos e Internacionales, evaluó que Israel había aprendido lecciones de la Guerra del Líbano de 2006 y había tenido una serie de éxitos de inteligencia antes de la invasión, como la detonación de los buscapersonas utilizados por Hezbolá. Sin embargo, Byman también señaló que Hezbolá había ampliado su arsenal de cohetes desde entonces y se había beneficiado de una serie de factores, como la posibilidad de retirarse de la frontera y prolongar la guerra en su beneficio. El New Statesman señaló que, aunque Israel disfrutaba de superioridad militar sobre Hezbolá, este último había sido capaz de recuperarse de derrotas militares anteriores y podía explotar el hecho de que es poco probable que Israel gane el conflicto solo en el campo de batalla.